# Фонтаны Москвы
Фонтаны Москвы — список некоторых столичных фонтанов, установленных в публичных местах: на улицах, площадях, в скверах и в общественных зданиях. На 2018 год в городе насчитывается порядка 600 фонтанов.

## История

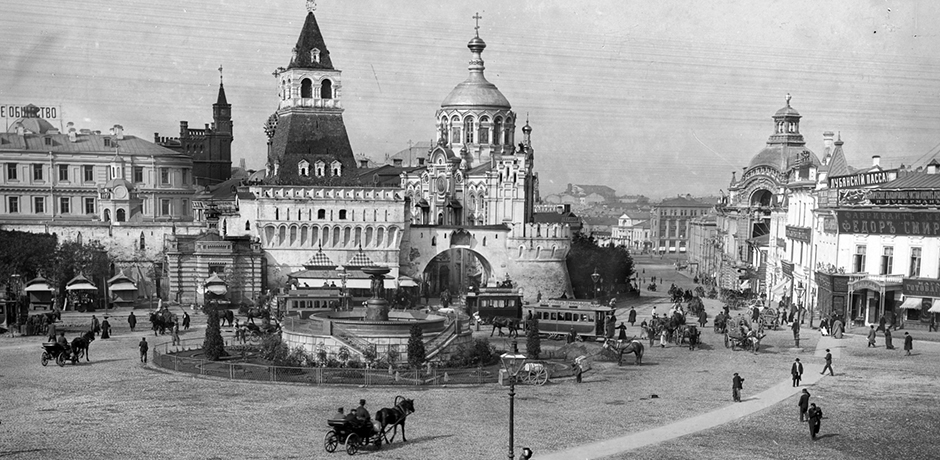
Историческое фото Никольского фонтана, начало XX века

Первый фонтан в Москве был установлен во время правления Алексея Романова в его усадьбе в Коломенском. Некоторые знатные граждане также устанавливали водные сооружения в своих домах. Общественные фонтаны в столице открылись в первой половине XIX века, после сооружения Мытищинского водопровода. Они наполнялись питьевой водой, поэтому были водоразборным. Самый первый такой фонтан, сделанный в виде ротонды по указу Екатерины II, располагался на Трубной площади около Богородице-Рождественского монастыря. После реконструкции водопровода в 1825—1835-х годах построены ещё пять фонтанов: Шереметьевский — в районе современной Сухаревой башни, Никольский — на современной Лубянской площади, Петровский — на Театральной площади, Воскресенский — около входа в Александровский сад и Варварский на современной Славянской площади.
Во времена Советского Союза фонтаны получили широкое распространение и активно строились. Они располагались на городских площадях, в парках, садах и на заводских территориях.
На 2018 год в столице действуют около 600 фонтанов, 69 из них обслуживает трест по строительству мостов и набережных «Гормост». В процессе реконструкции парков и в рамках программ благоустройства в городе возводятся новые фонтаны. В последние годы популярностью пользуются фонтаны сухого типа. Из сооружений XIX века сохранились только Никольский и Петровский, остальные были разобраны в конце XIX — начале XX веков — с развитием сети водопроводов они утратили свою водоразборную функцию. Сезон фонтанов в столице начинается в конце апреля, а заканчивается в октябре. Многие фонтаны Москвы являются светомузыкальными

## Фонтаны в исторической части Москвы

### «Петровский»

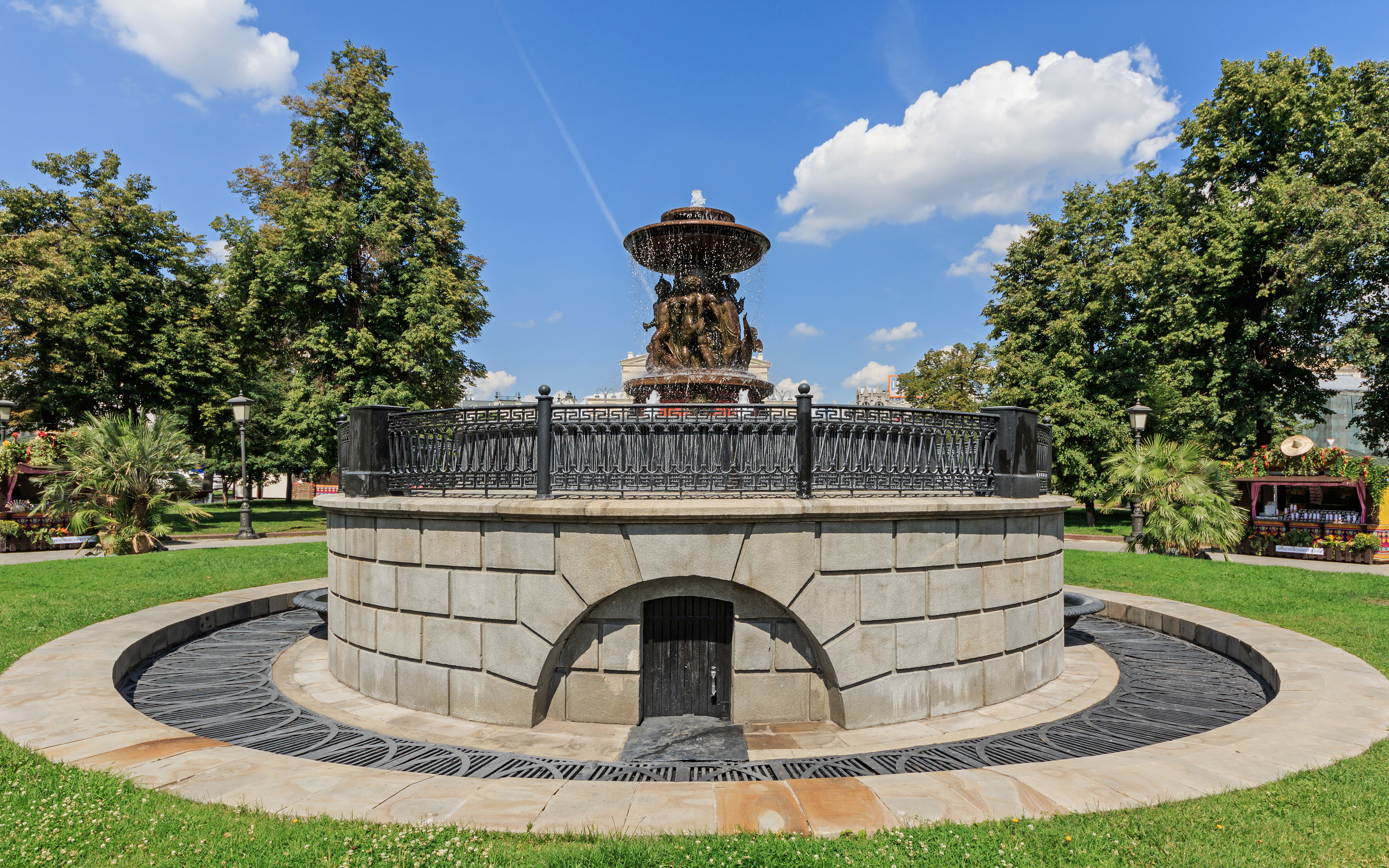
Фонтан Витали на Театральной площади, 2016 год

Петро́вский фонтан был построен на бывшей Петровской площади (в настоящий момент — Театральная) на месте водозаборного бассейна Мытищенского водопровода 1835 года. Проект принадлежал скульптору Ивану Петровичу Витали, автору ещё пяти выдающихся Московских фонтанов.
На высоком постаменте расположены четыре амура-путти — Трагедия, Комедия, Поэзия и Музыка. Изначально фонтан доставлял 17 тысяч вёдер воды в сутки, снабжал водой долговую тюрьму и бани купца Михаила Челышева. В XX веке фонтан был остановлен, и его работа возобновилась лишь в 1995 году.

### «Никольский»

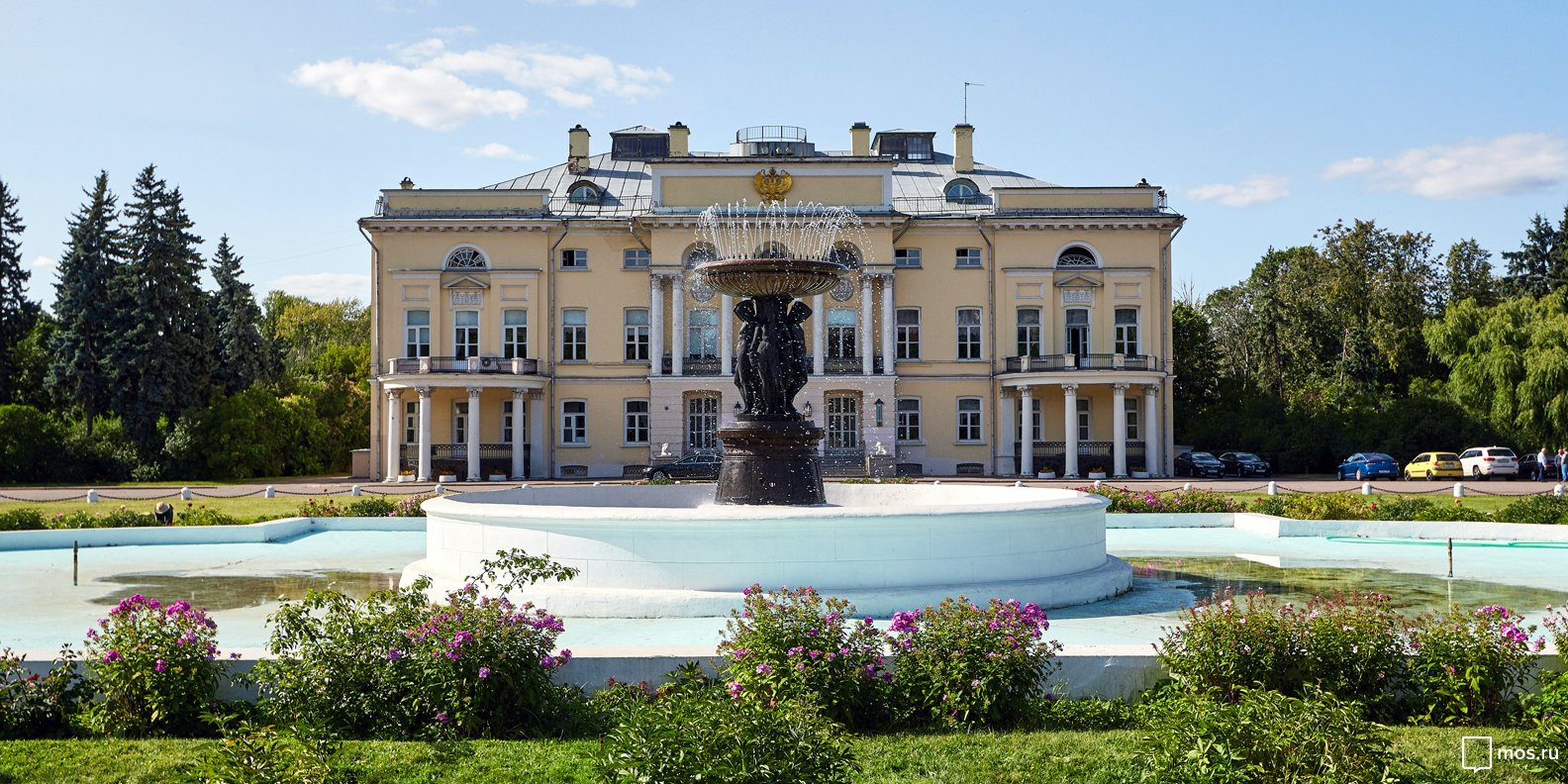
Никольский фонтан, 2018 год

Нико́льский фонтан, как и Петровский, был создан по проекту Ивана Петровича Витали. Над сооружением скульптор работал с 1829 по 1835 год. Четыре фигуры мальчиков, олицетворяющих русские реки Волгу, Днепр, Дон и Неву, поддерживают большую чашу из красного гранита. Малую чашу поддерживала группа из трёх бронзовых орлов — эта часть утрачена. Никольский фонтан находился рядом с Никольскими воротами Китай-города на Лубянской площади, но в 1935 году был перенесён к зданию Президиума Академии наук СССР (Ленинский проспект, 14).

### На Манежной площади
Комплекс из 12 фонтанов со скульптурами Зураба Церетели. Установлен в 1997 году. Самые крупные фонтаны комплекса:
- «Гейзер» — главный фонтан, установлен около «Итальянского грота» и нулевого километра[7].
- «Завеса» расположен за крупами лошадей «Гейзера», его струи создают пешеходную арку[8].
- Фонтанная река «Неглинка» — искусственно созданная река, в русле которой размещаются фонтаны «Улитка» и «Грот», а также скульптуры персонажей разных сказок[9].
- «Часы мира» — фонтан-купол из стекла подземного торгового комплекса «Охотный ряд»[2].

### На Тверской площади
Построен в 1939 году на Тверской площади и назывался «Советский», в 1990 году был переименован в Центральный. Позади основной чаши, со стороны памятника Ленину находится вторая ванна, куда сливается вода из основной части фонтана перед уходом на следующий круг водообращения. Официальное название сооружения не прижилось, поэтому жители столицы, а также СМИ называют его по местоположению — фонтан на Тверской площади.

### «Старый цирк»

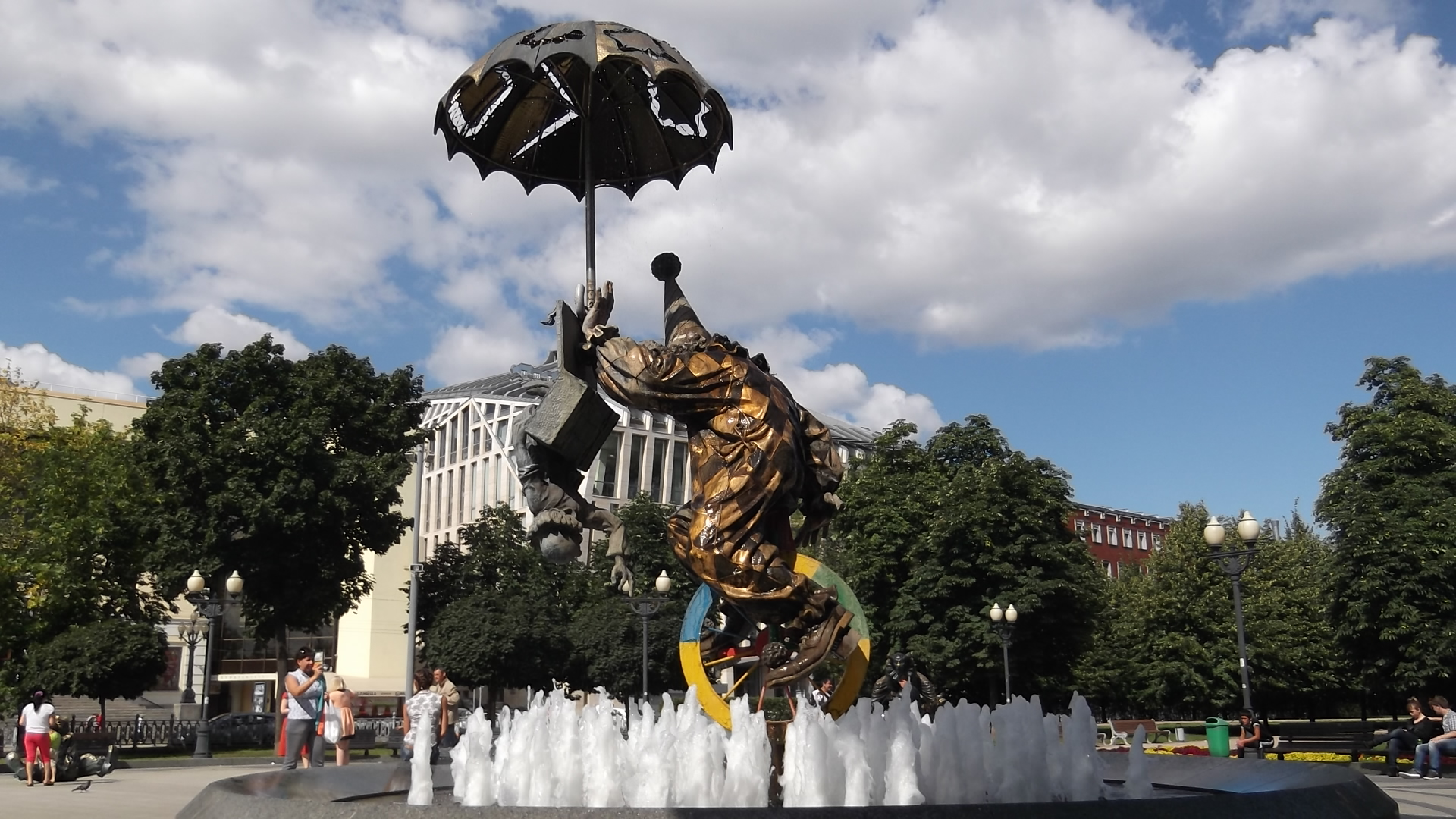
«Старый цирк» на Цветном бульваре, 2009 год

Фонтан расположен в Москве на Цветном бульваре в сквере напротив здания Цирка Никулина. Сооружение установлено в 2002 году, композицию разработал скульптор Зураб Церетели. Чаша фонтана олицетворяет собой цирковую арену и накрыта бронзовой решёткой. Сквозь неё бьют 120 струй. В центре фонтана находится скульптура клоуна на одноколёсном велосипеде. В руке у него зонт, по которому стекают капли воды, и раскрытый чемодан, из которого выпадает другой клоун.

### На Пушкинской площади

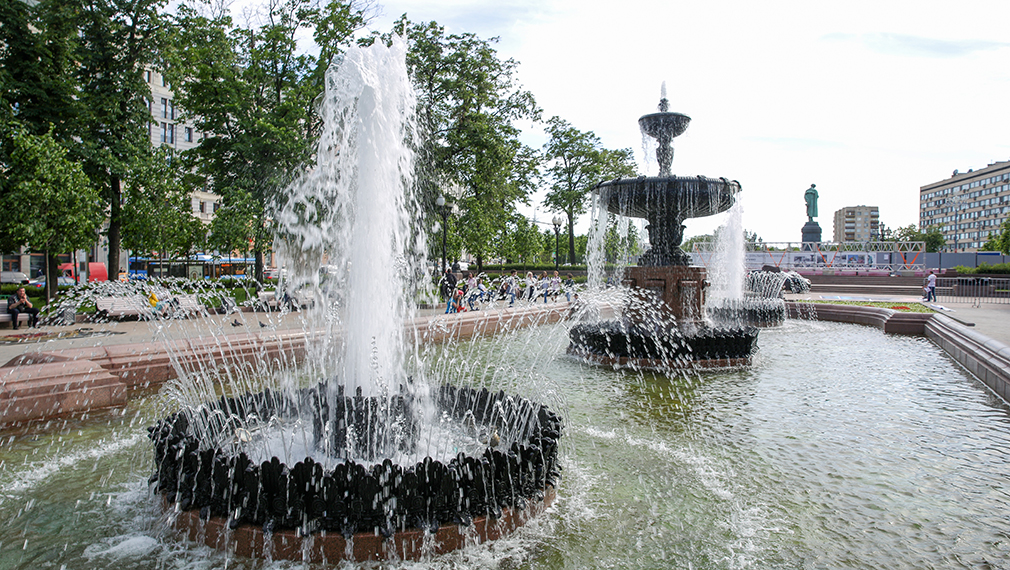
«Пушкинский» фонтан, 2017 год

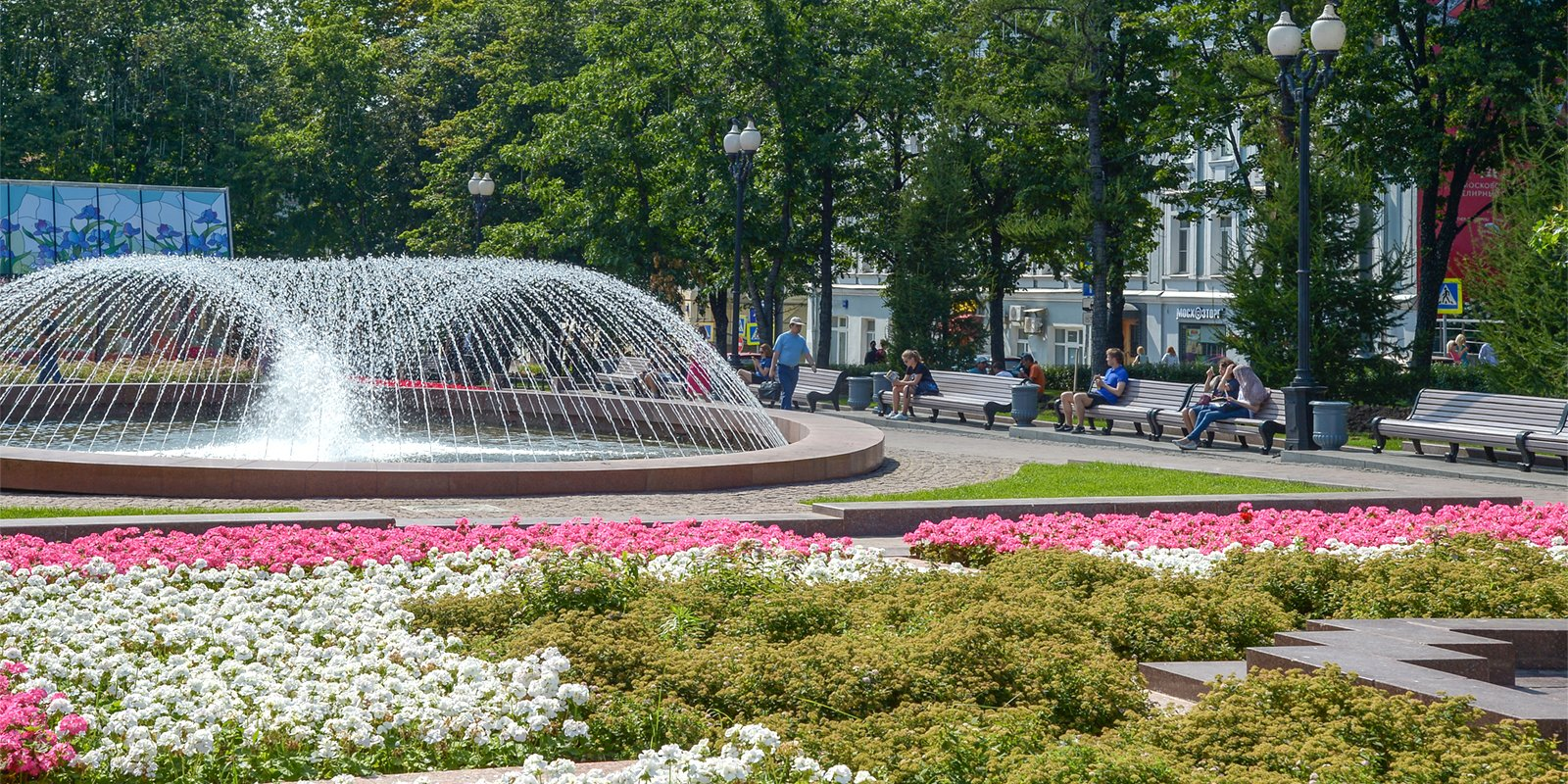
Фонтан «Новопушкинский», 2018 год

Фонтан «Пу́шкинский» расположен в Москве на Пушкинской площади. Был открыт в 1950 году. Сооружение представляет собой прямоугольную гранитную чашу, в центре которой на разной высоте находятся три декоративных чугунных чаши меньшего размера. Во время установки фонтан считался одним из самых больших в столице. Изначально насосы, которые обслуживают сооружение, были размещены в подвале жилого дома. Но из-за постоянных жалоб жильцов на шум их перенесли в специально оборудованное помещение под самим фонтаном. В холодное время года фонтан осушают, демонтируют мелкие элементы, а основную чашу подсвечивают иллюминацией. Зимой 2016 года на время проведения фестиваля «Путешествие в Рождество» из неработающего фонтана сделали световую инсталляцию «Музыкальный лес»: бассейн накрыли плотным материалом, благодаря чему получился подиум. На нём установили декоративные деревья со светодиодами, которые меняли цвет под музыку.
Фонтан «Новопу́шкинский» находится через дорогу от Пушкинского фонтана, был открыт в 1980 году. На время новогодних праздников в 2007 году из фонтана был сделан арт-объект «Застывшие струи»: на каркас были натянуты гирлянды, словно струи, переливающиеся разным светом. После праздников композицию демонтировали. В 2010 году при реконструкции Новопушкинского сквера у фонтана изменили дизайн струй: над чашей в форме эллипса установили 144 форсунки с подсветкой, струи создавали полусферу на двухметровой высоте. Воду подают три насоса, расположенные под газоном сквера. Объём воды в фонтане составляет 85 м³. В 2013 году восстановили гранитную облицовку. В 2017-м «Новопушкинский» был первым среди фонтанов столицы, который запустили в сезоне.

### «Наталья и Александр»

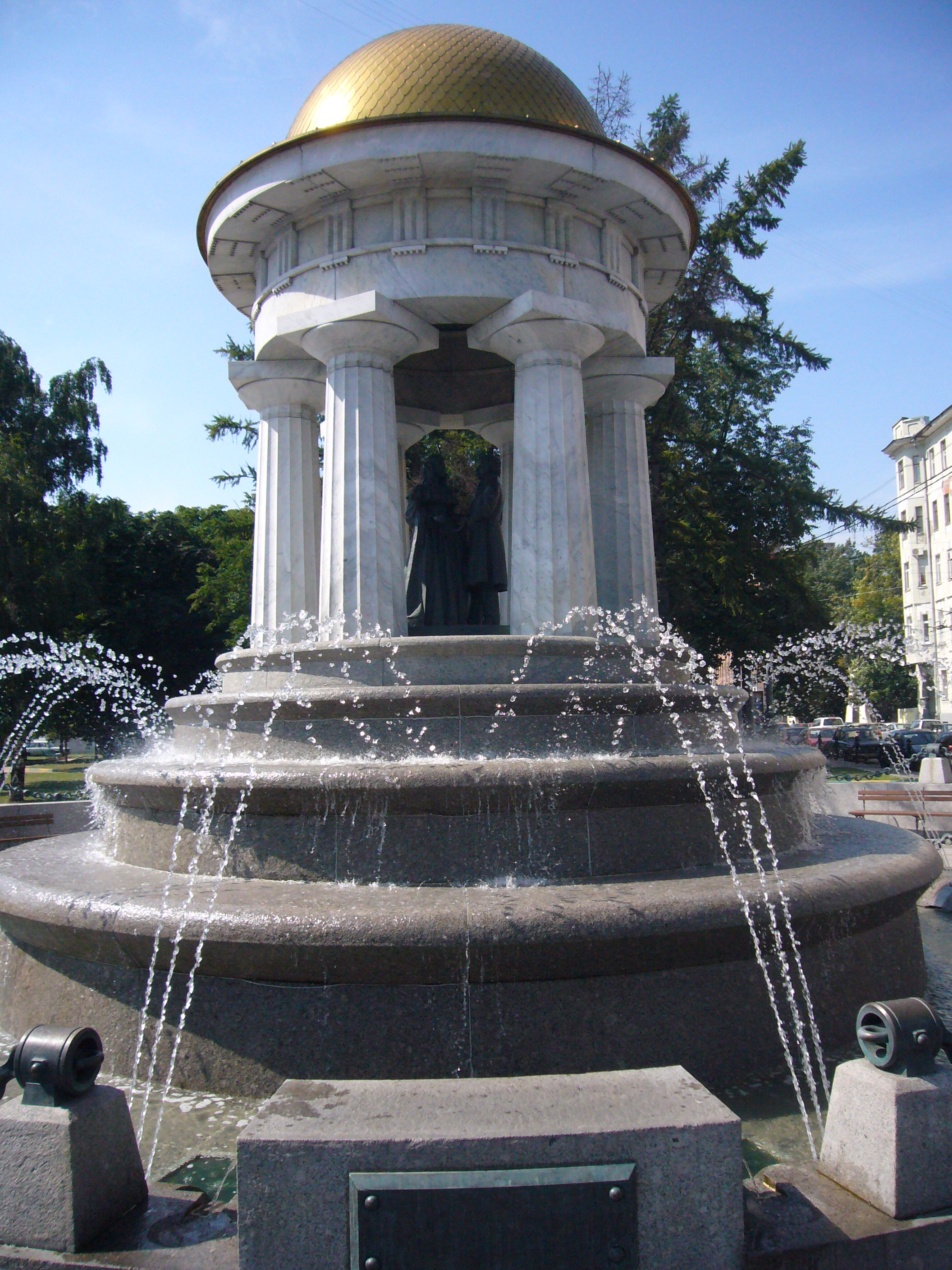
Фонтан-ротонда «Наталья и Александр», 2006 год

Фонтан-рото́нда «Ната́лья и Алекса́ндр» расположен на площади Никитских ворот. Сооружение было спроектировано архитекторами Михаилом Беловым, Максимом Харитоновым и скульптором Михаилом Дроновым. Фонтан был открыт в июне 1999 года в честь 200-летия со дня рождения Александра Пушкина. Месторасположение выбрано не случайно: на углу Большой Никитской улицы проживала семья Натальи Гончаровой, а в церкви Вознесения Господня они венчались с поэтом. В центре ротонды на гранитном постаменте установлены фигуры Александра и Натальи, вокруг них расположены четыре колонны из итальянского мрамора, на которые опирается купол весом одну тонну. Он перекликается с куполом церкви. В фонтане установлен небольшой питьевой кран. По мнению жителей столицы, колонны слишком массивные и закрывают скульптуры, поэтому в народе фонтан получил название «Тараканы в банке».

### «Принцесса Турандот»

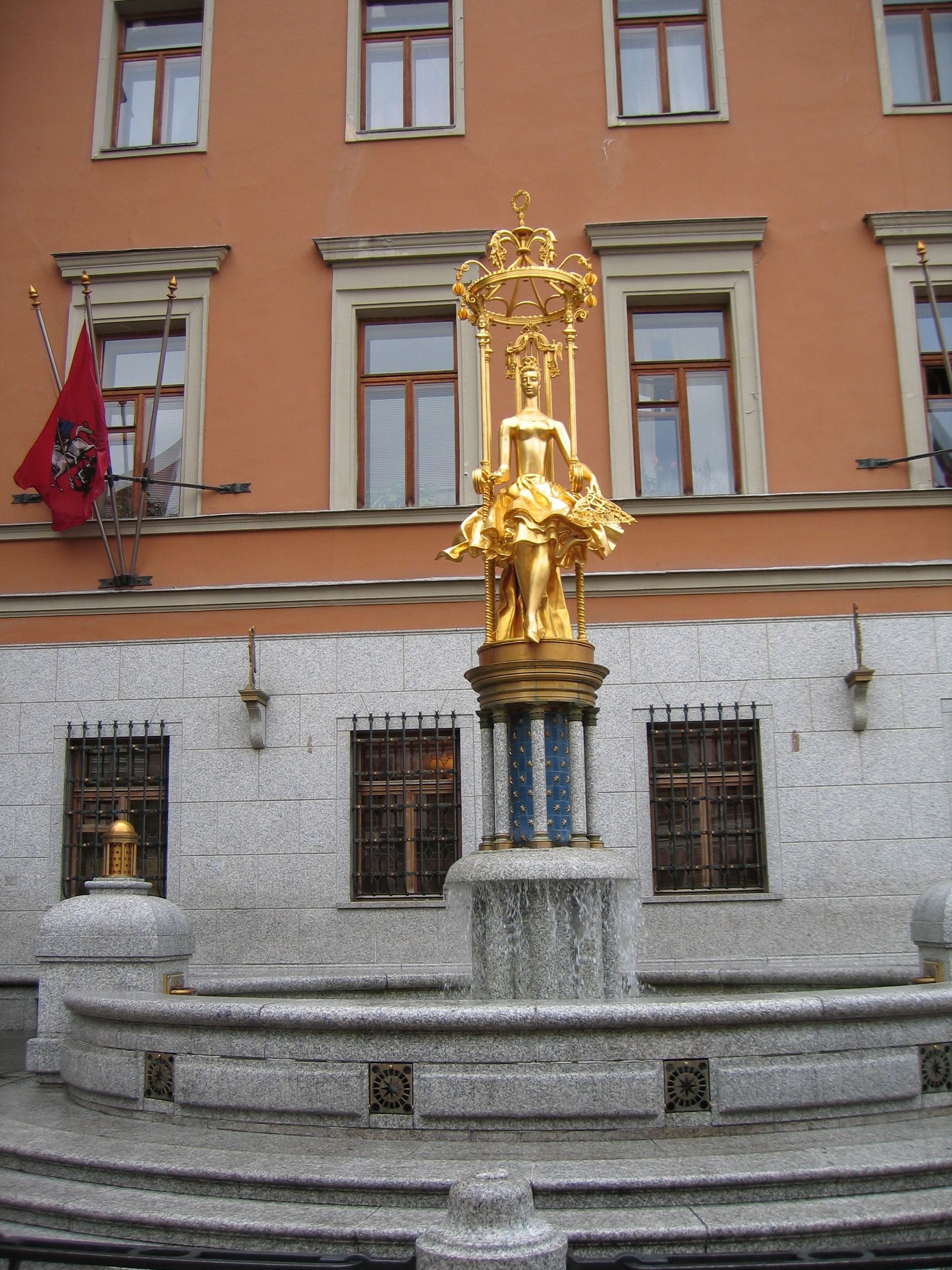
«Принцесса Турандот» на Арбате, 2014 год

Фонтан находится около дома № 26 по улице Старый Арбат, напротив Театра имени Евгения Вахтангова. Проект разработал Михаил Белов, отказавшись от гонорара. Однако в официальных документах автором числится архитектор Михаил Посохин, скульптором Александр Бурганов. Фонтан установили в 1997 году в честь одноимённого последнего прижизненного спектакля Евгения Вахтангова. Исторически сложилось, что фонтан является популярным местом для свиданий.

### Фонтаны в парке Горького
- «Светомузыкальный» — центральный фонтан парка, был установлен в 1930-х годах[27].
- «Розарий» — один из старейших фонтанов парка, был сооружен по проекту архитектора Александра Власова[28].
- «Девушка с кувшином» расположен около выхода из парка на Ленинском проспект[29].
- «Купальщица» представляет собой сход-каскад, на вершине которого установлена фигура спортсменки[2].

### В парке «Музеон»
Фонтан на Крымской набережной считается самым большим «сухим» фонтаном столицы (то есть у сооружения отсутствует чаша, а распылители находятся под асфальтом). Его установили в 2013 году в честь празднования Дня города Москвы. Проект фонтана разработали в бюро «Wow-haus». Длина конструкции составляет 60 метров, ширина — 14. По всей площади действуют 200 распылителей. Высота струй может достигать человеческого роста. В тёмное время суток у фонтана работает подсветка. Во время проведения массовых мероприятий на набережной фонтан отключают, а на зимний период его закрывают металлическими листами.

### На Кудринской площади
Фонтан около высотки на Баррикадной улице начали строить в 2007 году, его открыли через год в честь празднования Дня города Москвы. Сооружение выполнено в архитектурном стиле окружающих зданий и представляет собой чашу диаметром 20 метров, из которой бьют струи высотой три метра. Проект разработал скульптор Александр Рукавишников. Во время волны протестных движений 2012 года в Москве фонтан на Кудринской стал одной из точек сбора митингующих.

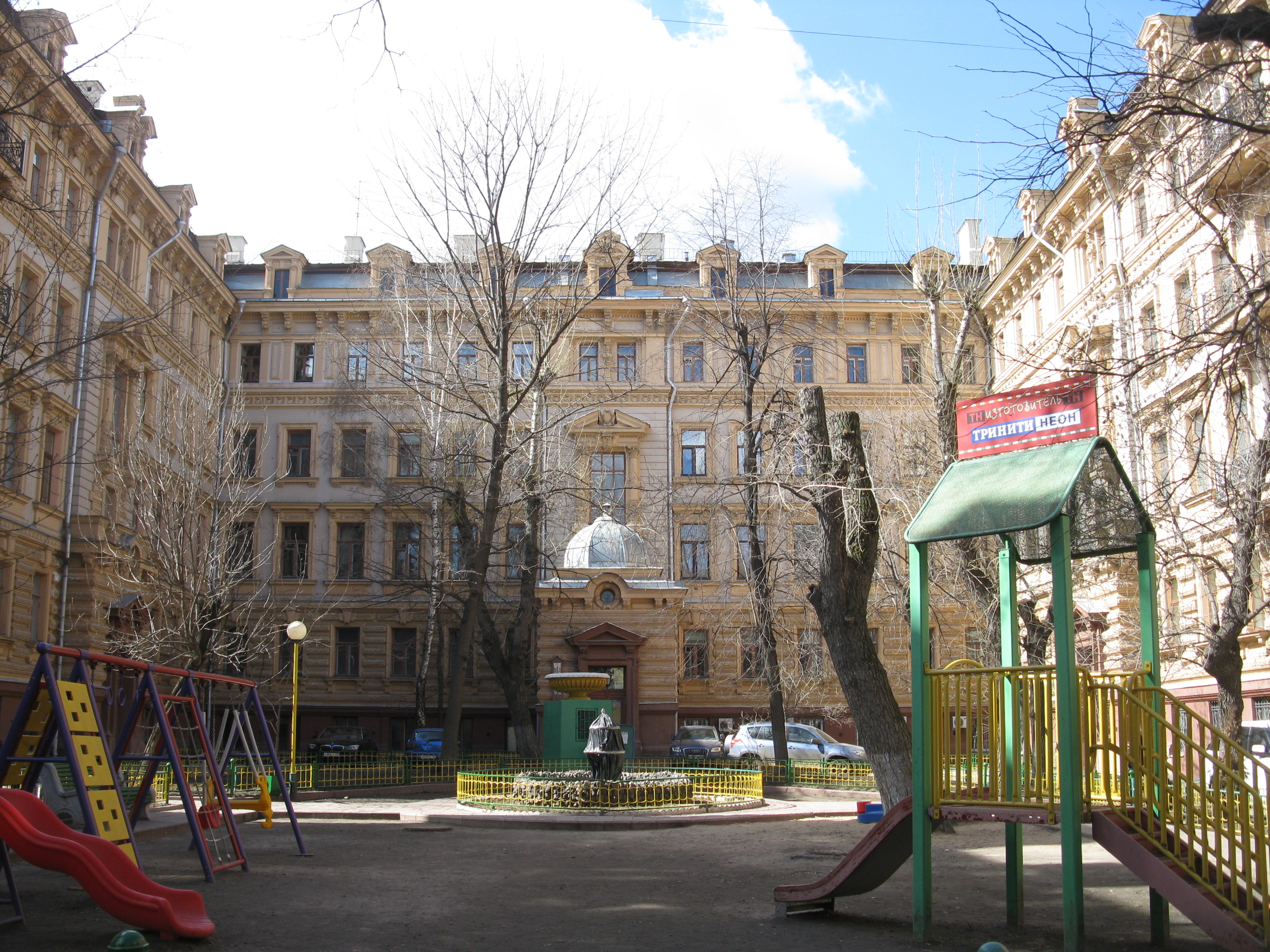
Фонтан и чаша в Романовом переулке, 2013 год

### В Романовом переулке
Объект культурного наследия народов РФ регионального значения. Рег. № 771710973450055 (ЕГРОКН)
Фонтан в Романовом переулке около дома № 3 был разработан архитектором Александром Мейснером и установлен в 1890-х годах во время перестройки доходного дома графа Шереметева. Выполнен из чугуна и является действующим в летнее время.

### «Богиня ночи»
Объект культурного наследия народов РФ федерального значения. Рег. № 771410331040036 (ЕГРОКН)

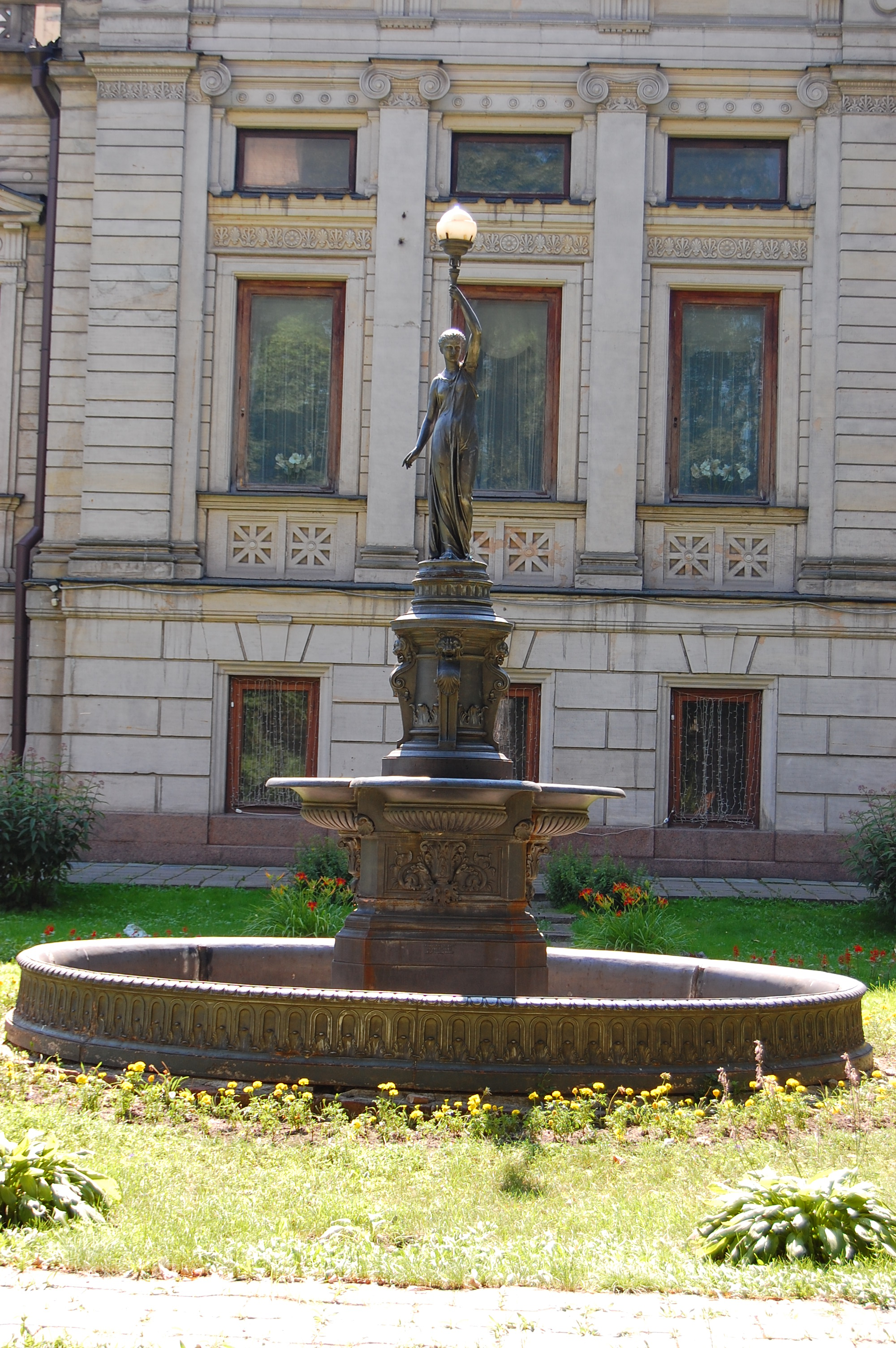
Фонтан «Богиня Ночи», 2015 год

Фонтан «Боги́ня но́чи» располагается на Новой Басманной улице около дома Стахеева. Был сделан в Париже в XIX веке и привезен в Россию по заказу зодчего Михаила Бугровского. Сооружение выполнено из чугуна и представляет собой фигуру женщины, которая держит в руке электрический фонарь.

### На Биржевой площади
Фонтан на Биржевой площади установлен в 2017 году в рамках программы благоустройства «Моя улица», торжественно открыт в 2018-м. Диаметр сооружения составляет 20 метров, а высота струй варьируется от 50 сантиметров до 8 метров. Внешне фонтан напоминает монету, которая упала в воду.

### «Поющий журавль»

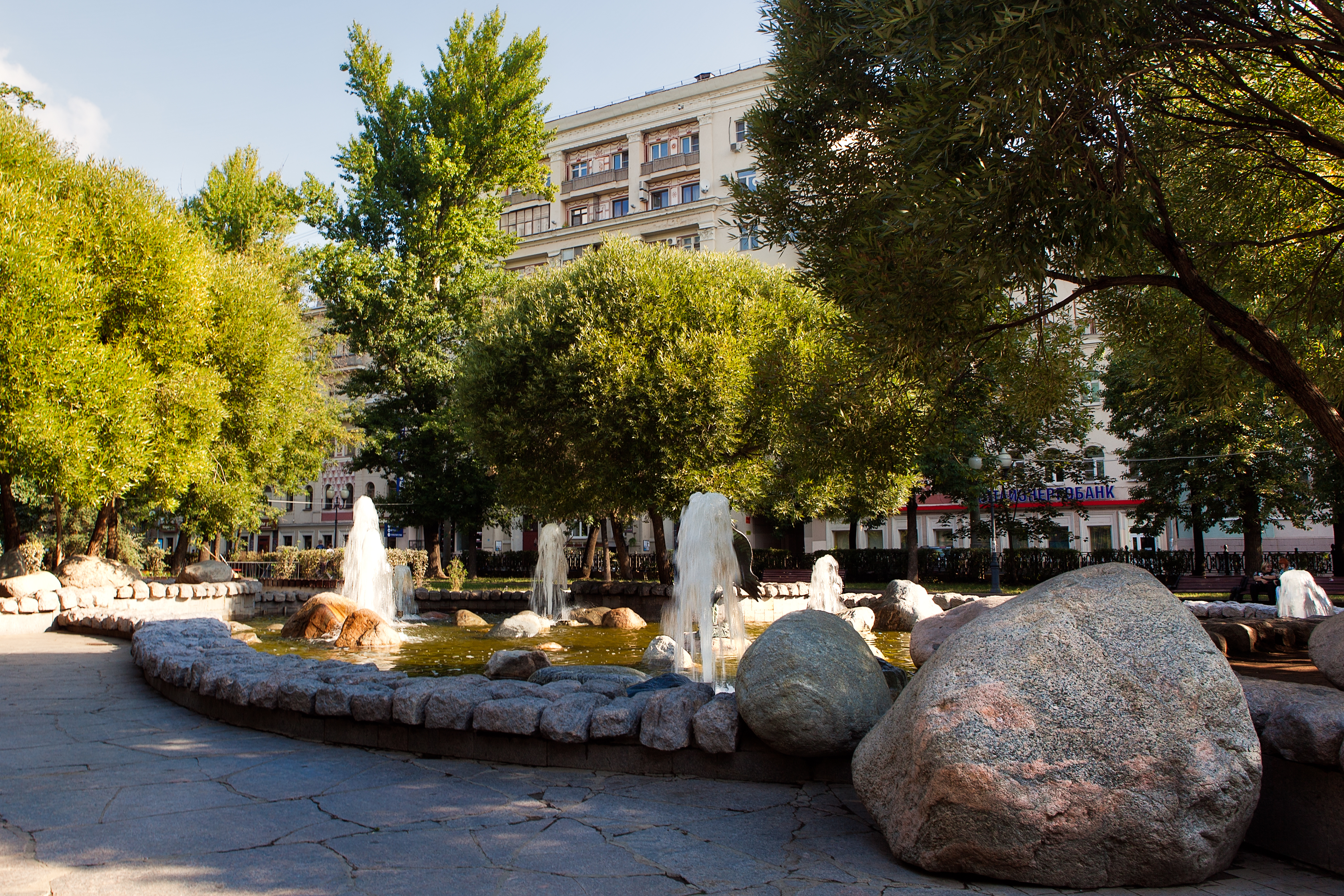
Валуны около фонтана, 2012 год

Находится в сквере на Чистопрудном бульваре перед фасадом здания ресторана «Белый лебедь». Автором скульптуры является российский художник-анималист Александр Белашов. Построен в 1999 году и открыт в начале сезона вместе с остальными фонтанами столицы.
В 2016-м «Поющий журавль» стал единственным фонтаном столицы, который вошёл в программу городского благоустройства «Моя улица»: вокруг него обновили мощение и добавили декоративную подсветку деревьев и клумб возле чаши. После окончания фонтанного сезона скульптуру журавля регулярно демонтируют, чтобы уберечь от вандализма, и увозят на хранение до весны.

## Фонтаны Замоскворечья

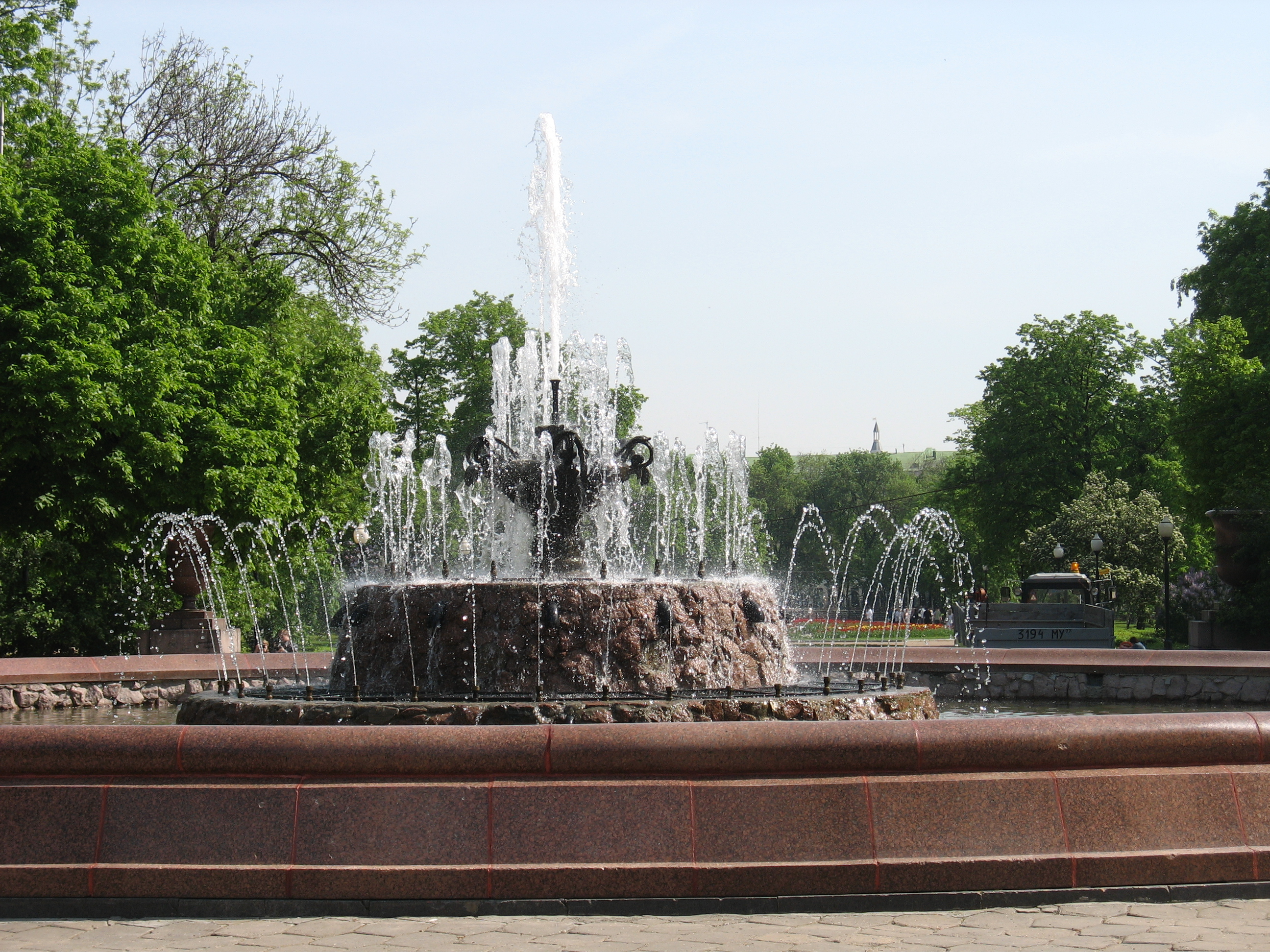
Фонтан «Болотный», 2007 год

### На Болотной площади
В пределах Болотной площади расположены три типа фонтанов. В сквере 800-летия Москвы находится Болотный фонтан, возведённый в 1948 году немецкими военнопленными. В акватории Водоотводного канала установлены 16 плавающих фонтанов. В 2017 году при реконструкции площади был добавлен современный фонтан сухого типа.

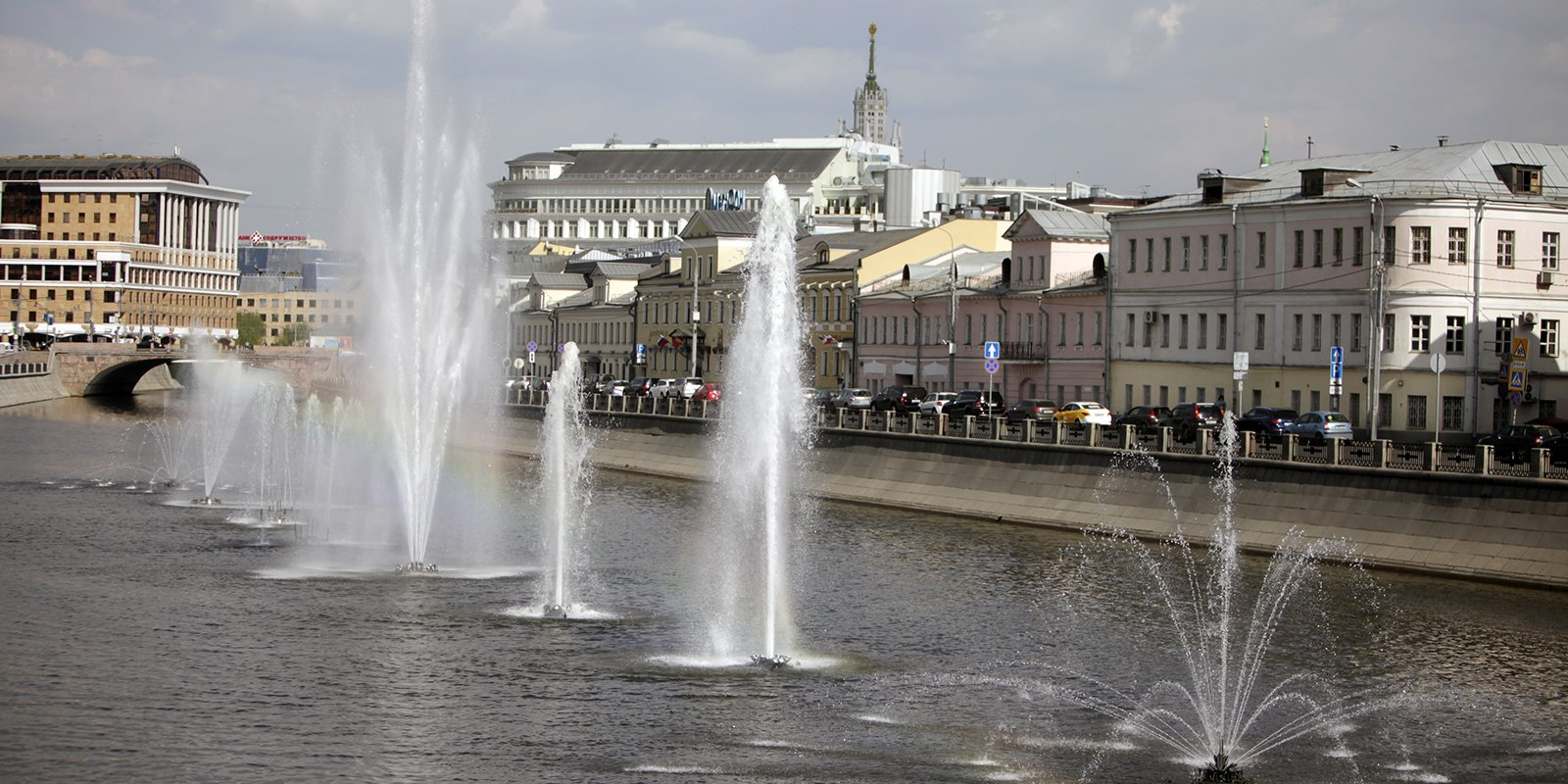
Фонтаны на Водоотводном канале, 2018 год

### «300-летию Российского флота»
Фонтан является частью памятника «В ознаменование 300-летия российского флота», открытие которого состоялось 20 октября 1996 года. Автором всего сооружения является скульптор Зураб Церетели. Памятник расположен на искусственном острове на разделении Москвы-реки и Водоотводного канала. Остров находится в обрамлении фонтанов, благодаря чему создается впечатление, что корабль плывёт по волнам. В роли чаши выступает Москва-река, откуда три насоса, расположенные под деревянным настилом, качают воду..

### «Адам и Ева под райским деревом»
Изначальный нереализованный проект фонтана, предложенный в 1998 году, выглядел как мост с разбитым яйцом, из которого выходили Адам и Ева в египетском стиле — это олицетворяло тайну жизни. Современный фонтан был открыт в 2007 году около станции метро «Новокузнецкая».В основе сооружения находится гранитная чаша, в центре которой расположены фигуры Адама и Евы, а рядом-змей-искуситель. Автором является скульптор Мария Левинская, которая вручную лепила скульптуры вместе со своей дочерью. В тёмное время суток работает подсветка. Сооружение вызывает противоречивое отношение и имеет название в народе «Памятник прабабушке с прадедушкой, накануне первородного греха».

### В Немецких двориках
Объект культурного наследия народов РФ регионального значения. Рег. № 771720804340035 (ЕГРОКН)

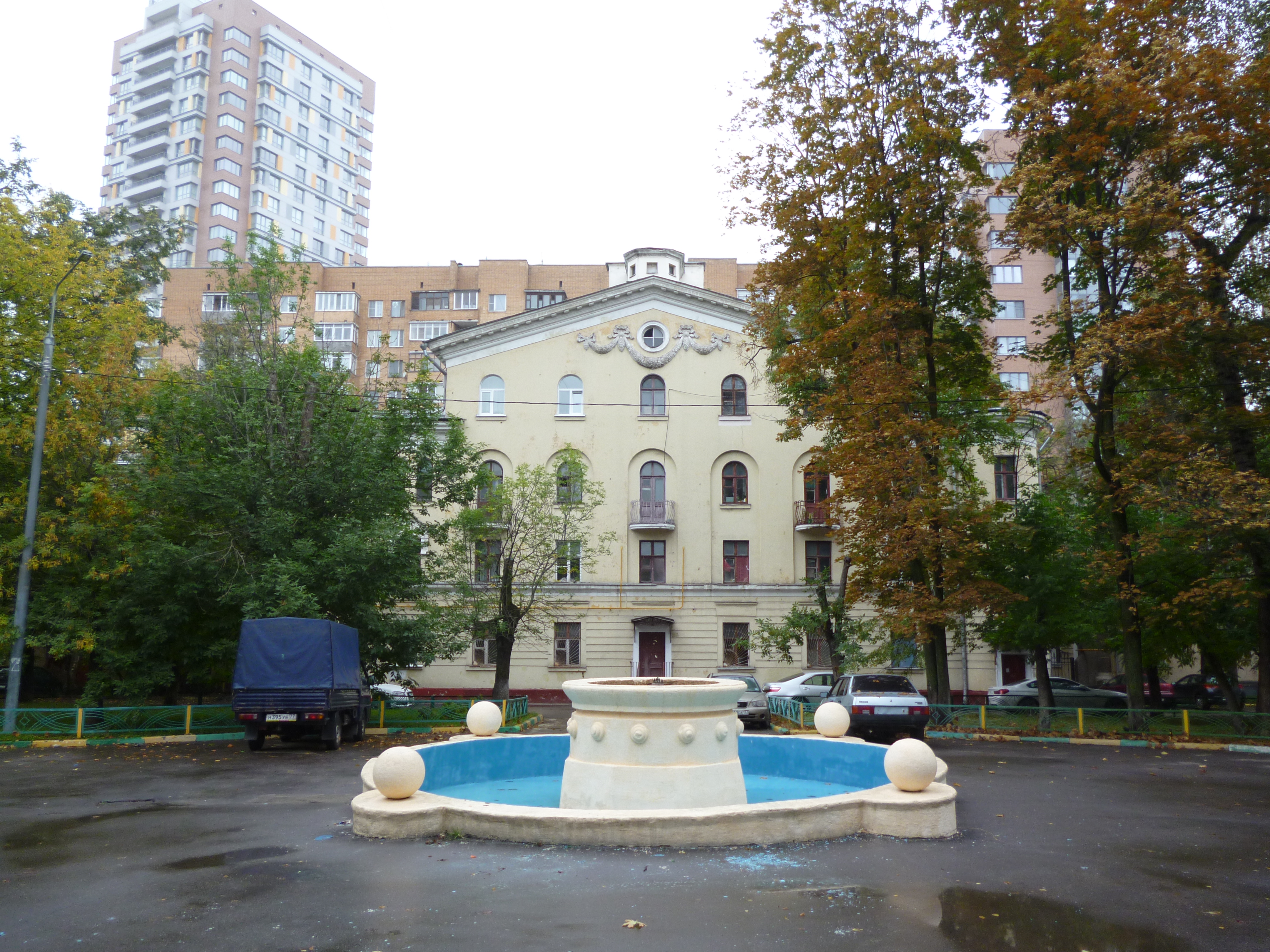
Фонтан на улице Маршала Конева, 2015 год

Три фонтана, расположенные в Немецких двориках, были созданы во время строительства жилых домов между улицами маршалов Конева, Бирюзова, Соколовского и Мерецкова. Перед новогодним праздникам фонтан на улице Маршала Бирюзова украшают гирляндами. В 2017 году фонтан на улице Маршала Мерецкова отреставрировали и запустили, восстановив плиточное покрытие.

### «Вдохновение»
Фонтан «Вдохнове́ние» (другое название — фонтан Иску́сств) находится в сквере Шмелёва на пересечении Лаврушинского и Большого Толмачёвского переулков рядом с Третьяковской галереей. Авторами являются скульпторы Александр и его сын Филипп Рукавишниковы, а архитектурное решение композиции разработано Мариной Мориной, Ольгой Жибуртович и Ольгой Александровной. «Вдохновение» представляет собой три картинные рамы из патинированной бронзы и золота, которые опираются на гранитные плиты в форме чаши, из которой растёт голубое дерево. На каждой раме зашифрованы знаменитые полотна: «Царь Иван Грозный» Виктора Васнецова, «Снедь московская. Хлебы» Ильи Машкова и «Берёзовая роща» Архипа Куинджи. Всего фонтан вмещает в себя девять кубометров воды. Объём каждой чаши — три кубометра — небольшой из-за оригинальной конструкции сооружения. Вода не является основным элементом: издалека не видно струй, поэтому «Вдохновение» больше похоже на скульптуру с золотыми рамами.
При монтаже фонтана у музея были обнаружены предметы древности: кольчуга и кольчужная защитная маска. Фонтан «Вдохновение» был открыт в конце апреля 2006 года и стал подарком правительства Москвы к 150-летию Третьяковки. Поначалу жители столицы фонтан критиковали, но позже за фонтаном закрепилось народное название «Третьяковка». За состоянием следит трест «Гормост», фонтан очищается дважды в неделю, анализ состояния проводится ежедневно, а анализ воды — один раз в год летом. Осенью из фонтана вымывают монеты, которые посетители музея накидывают за сезон.

Фонтан
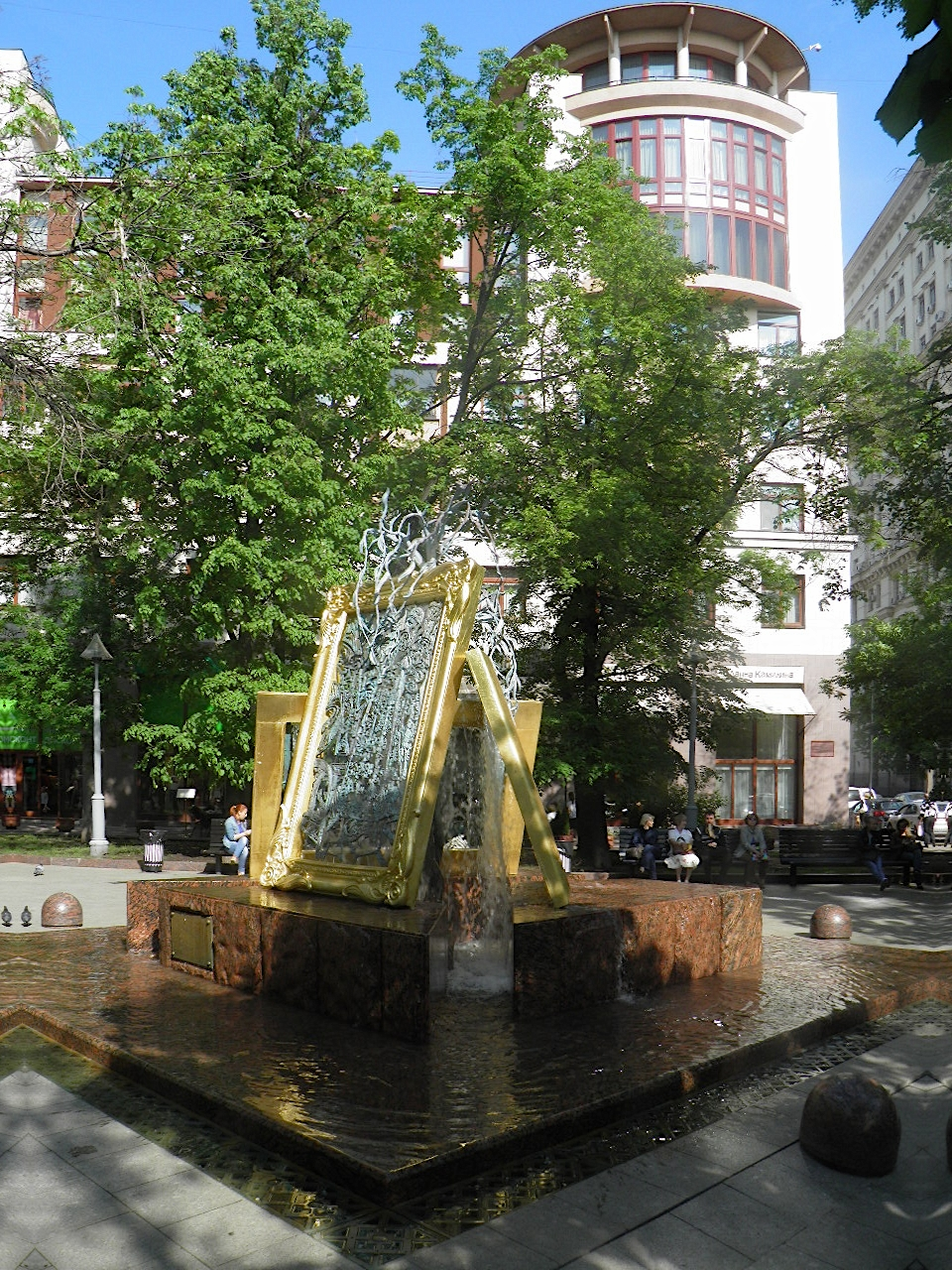
Фонтан, 2013 год
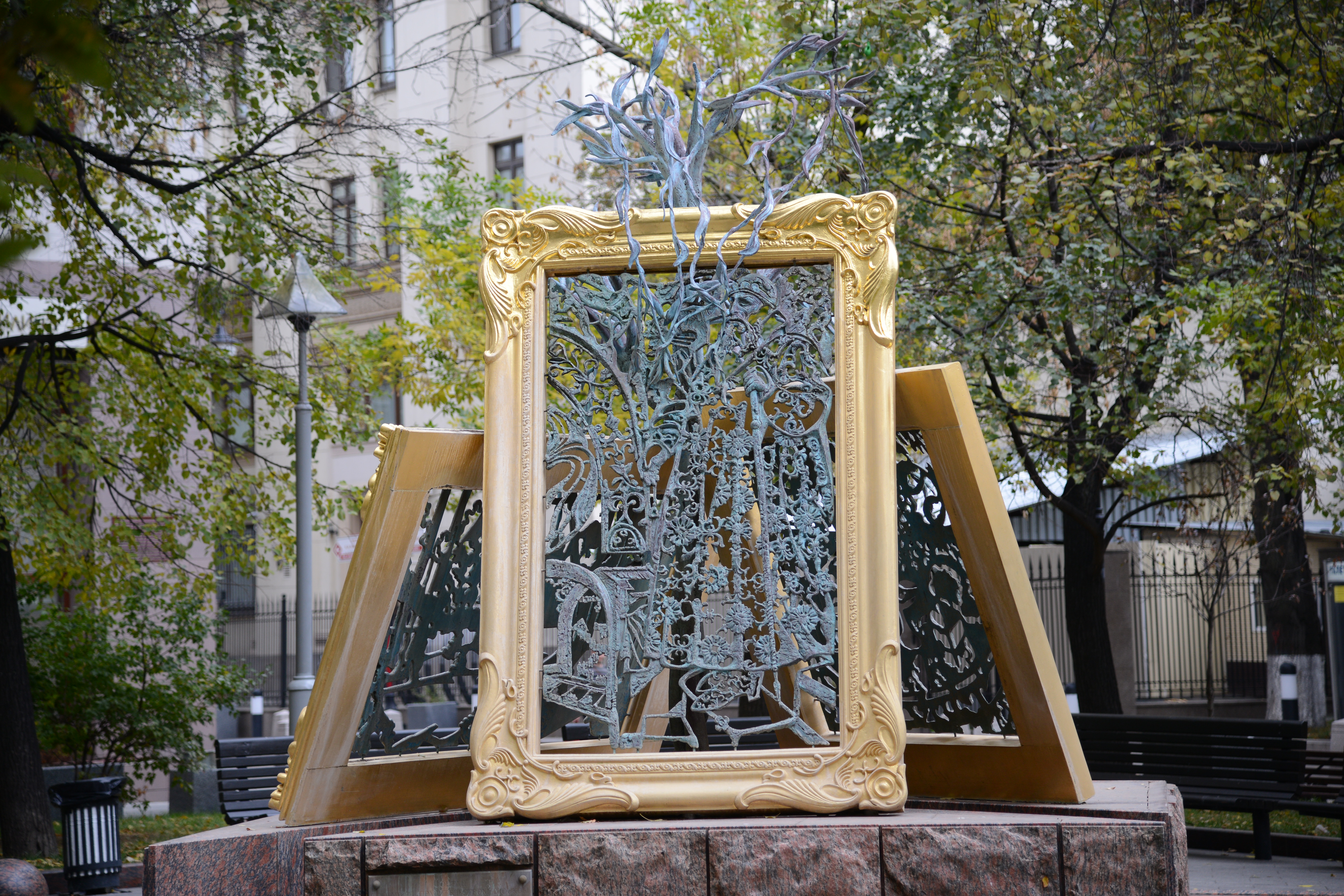
Картина «Царь Иван Грозный», 2014 год
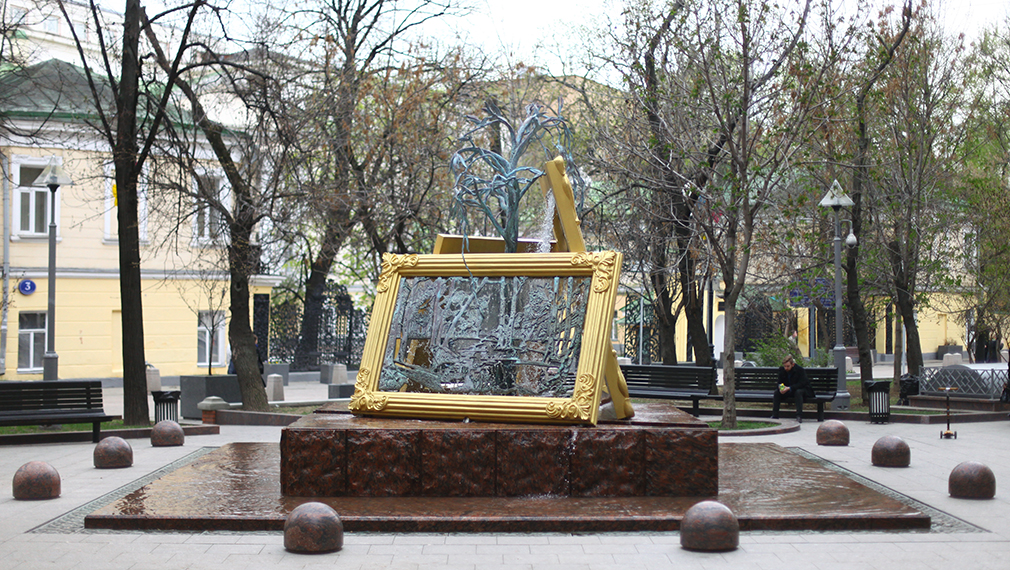
Картина «Берёзовая роща», 2016 год
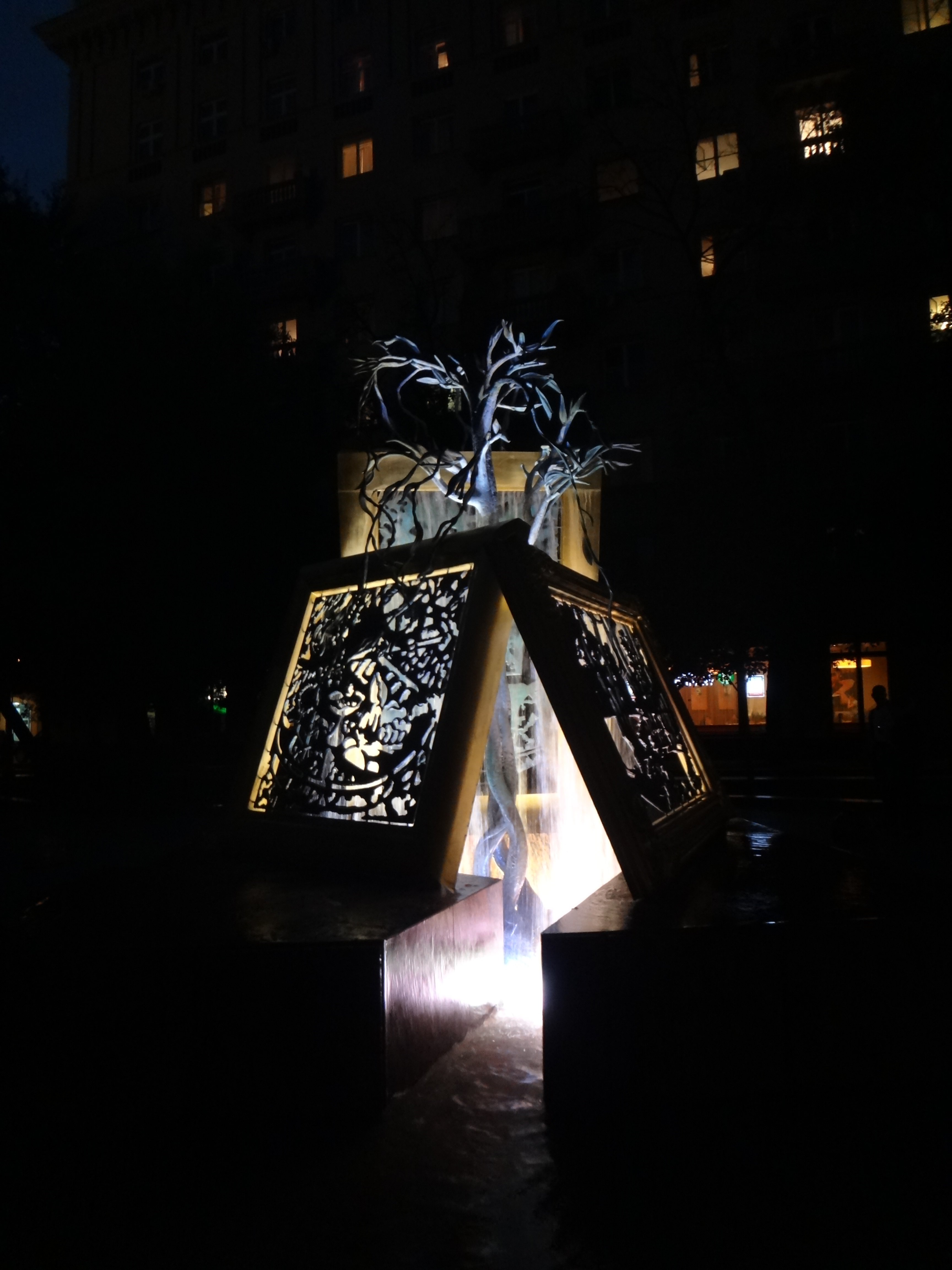
«Вдохновение» ночью, 2012 год

## Фонтаны за Садовым кольцом

### В саду «Аквариум»
В саду располагаются четыре фонтана, которые были установлены после реконструкции сквера в 2001 году. Между Театром Моссовета и Театром сатиры находится большой фонтан «Аполлон», представляющий собой чашу со скульптурой древнегреческого Бога в центре. Рядом с ним установлен малый фонтан «Сатир», между ними — «Ручей», а суть поодаль — фонтан «Медуза Горгона», расположенный в гроте. Сооружения выполнены из бронзы и все представляют собой фигуры героев древнегреческих мифов. На месте «Аполлона» в конце XIX века находился другой фонтан. Он представлял собой бетонный бассейн с небольшими струями, но вскоре был разобран.

### В парке «Сокольники»

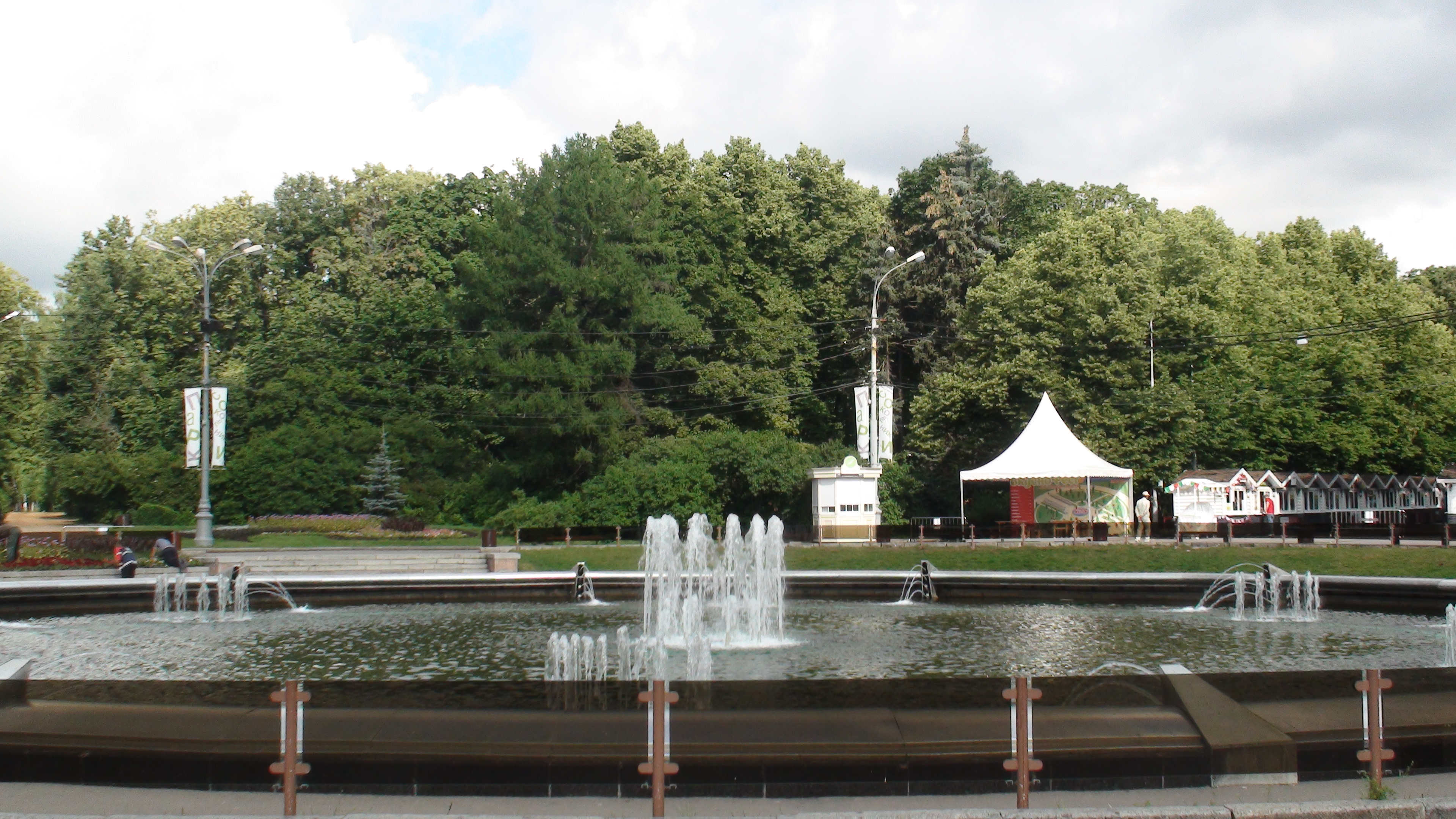
Фонтан в парке «Сокольники», 2015 год

Главный фонтан в парке «Сокольники» расположен на фонтанной площади. Он был разработан архитекторами Борисом Топазом и Леонидом Фишбейном и установлен в 1959 году к открытию «Промышленной выставки США».Городская легенда гласит, что бортики чаши отделаны алюминием, взятым с крыльев немецких истребителей. Объём фонтана составляет 1300 м², в нём установлено 138 форсунок, которые работают постоянно. Струи в тёмное время суток подсвечивают 70 светильниками. На дне бассейна растет особое декоративное растение, которое не даёт воде зацветать, благодаря чему летом фонтан не чистят. За состоянием сооружения следят круглосуточно, насосы работают без изменений с 1959 года, на 2017 год были заменены только моторы.

### В «Царицыно»

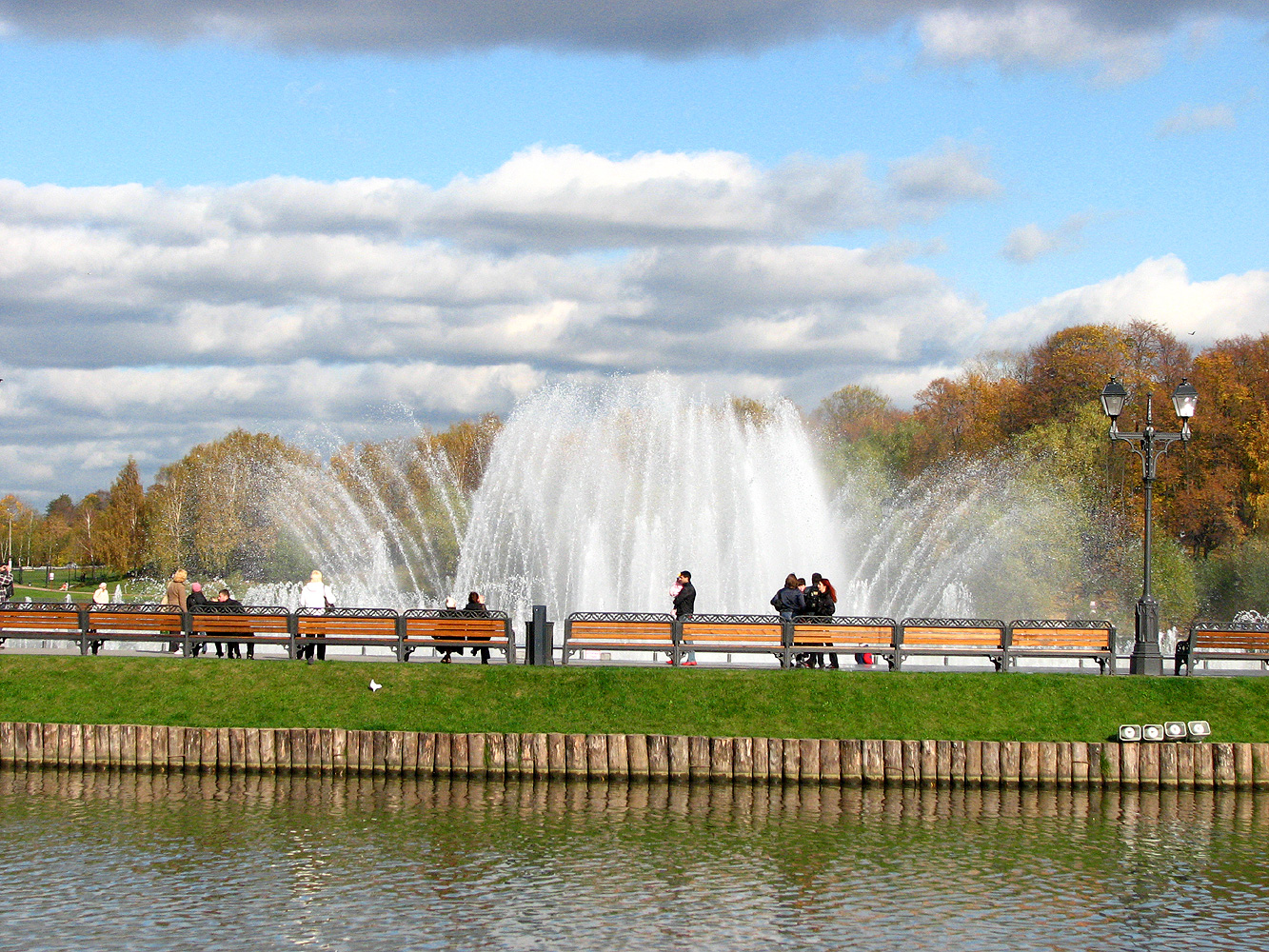
Фонтан в Царицыно, 2008 год

Фонта́н в Цари́цыно установлен на острове Подкова в акватории Царицынского пруда. Является одним из самых крупных и примечательных в Москве. Диаметр водной поверхности — 55 метров, состоит из 12 кругов и 915 струй воды разной высоты. Фонтан подсвечивают четыре тысячи подводных светильников. Фонтан на зиму накрывают воздухоопорным куполом из-за чувствительности конструкции к низким температурам.

### На Поклонной горе

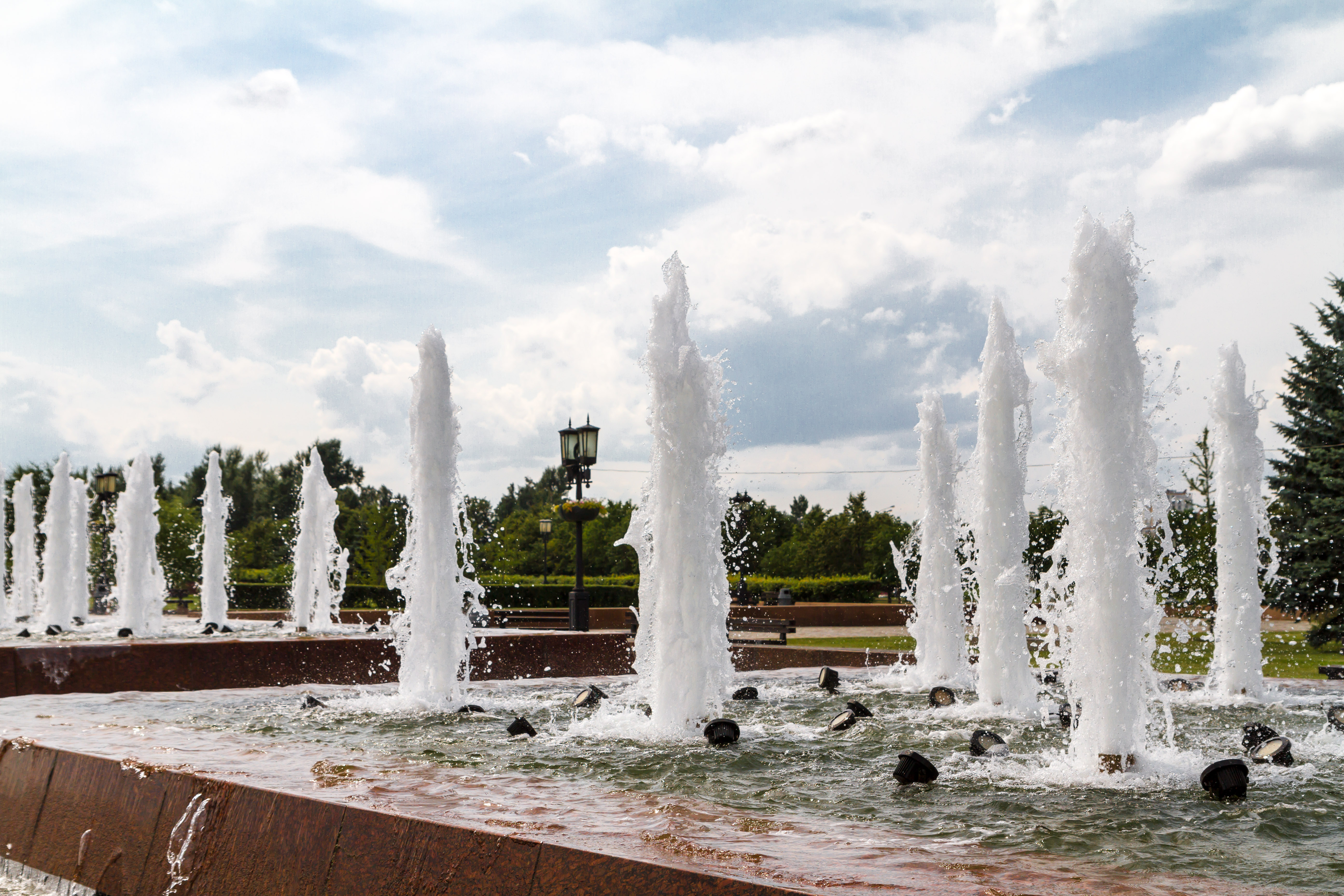
Фонтаны на Поклонной горе, 2012 год

- Фонтан «Го́ды войны́» на одноимённой аллее парка Победы тянется от стены на Поклонной горе до Триумфальной арки. Открыт в 1995 году. Общее количество струй фонтана соответствует неделям, в течение которых длилась Великая Отечественная война[2][69][70].
- Комплекс «Ра́дость побе́ды» — три секционных фонтана с цветной подсветкой, которые находятся на Поклонной горе напротив храма Георгия Победоносца. Они представляют собой шесть чаш, расположенных полукругом[71][72].

### «Музыка славы»
Комплекс находится на площади Славы у «станции метро Кузьминки». Открыт 7 мая 2005 года в честь 60-летия Победы в Великой Отечественной войне. Фонтан представляет собой пять обращённых в небо фанфарных труб высотой 21 метр каждая. При запуске воды из установленных внутри динамиков звучит военная музыка.

### «Песчаный»
Фонтан расположен между Новопесчаной и 2-й Песчаной ул, в сквере Дивизий Московского Народного ополчения. Построен в 1948 году немецкими военнопленными. По своему архитектурному решению является братом-близнецом фонтана «Болотный». Из-за расположения струй, которые образуют собой подобие цветка, в народе его называют «Каменный цветок на Песчаной». Сооружение находится наискосок от парка Героев Первой мировой, в этом же районе студенты обучаются в Архитектурном колледже, у них существовала традиция собираться у этого фонтана. У высотки Триумф Палас появился новый фонтан, переливающийся зеленым и фиолетовым, но на территорию комплекса пускают исключительно проживающих, а гуляющие в Чапаевском парке имеют возможность сквозь ограду увидеть фонтан не полностью, поэтому конкуренцию Песчаному новый фонтан не составил.

### «Похищение Европы»
Фонтан с одноимённой скульптурой в центре находится на площади Евразии у Киевского вокзала. Представляет собой сплетение труб из сплава никеля, хрома и титана, что символизирует рога плывущего быка. Композиция создана бельгийским скульптором-авангардистом Оливье Стребелем и была подарена Бельгией Москве. Открытие фонтана состоялось в сентябре 2002 года. Для подсветки было установлено четыре тысячи светильников.

### Около гостиницы «Украина»

Фонтан около гостиницы «Украина», 2009 год

Фонтан «Де́вушка» расположен во внутреннем сквере гостиницы «Украина», разработан скульптором Александром Бургановым и открыт в 2005 году. Несмотря на своё официальное название, в народе он больше известен как фонтан «Юность». Фонтан представляет собой большую гранитную чашу, в центре которой расположена чаша поменьше. Из неё тянется тонкая колонна, увенчанная скульптурой девушки, в руке которой развивается шарф, рядом с её фигурой парящая чайка. По периметру фонтана бьют струи. Ночью у сооружения работает подсветка. Ранее в холодное время года около фонтана заливался небольшой каток.

### В пруду Останкинского парка
Садовый пруд, на котором расположены плавающие фонтаны, был открыт в 2014 году после масштабной реконструкции Останкинского парка. Высота струй варьируется от 5 до 10 м. Фонтаны интенсивно аэрируют водоём, что благоприятно сказывается на его состоянии: улучшается процесс самоочистки пруда, уменьшается количество водорослей и ила. Во время проведения Чемпионата мира по футболу на пруду было организовано светомузыкальное шоу.

## Фонтаны Всероссийского выставочного центра

#### «Дружба народов СССР»
Крупнейший фонтан Всероссийского выставочного центра. Представляет собой золотой сноп из пшеницы, подсолнечника и конопли, которые окружают 16 фигур девушек — по числу республик СССР. После преобразования Карело-Финской ССР в Карельскую АССР в 1956 году республик осталось 15, однако количество фигур в фонтане изменять не стали. В октябре 2018 года начался капитальный ремонт комплекса, реставрационные работы планируется завершить весной 2019-го.

#### «Каменный цветок»
Открыт в 1954 году на Центральной аллее ВДНХ. Он представляет собой огромный цветок, собранный из больших бетонных плит, облицованных многоцветной смальтой. Своей ступенчатой композицией «Каменный цветок» напоминает созданный в 1670 году фонтан «Латона» в Версале. Осенью 2018 года началась реставрация фонтана, завершить её планируется к 2019 году.

#### «Золотой колос»
Расположен в центре верхнего пруда ВДНХ. Первоначальная версия фонтана была разработана в 1939 году архитектором Вячеславом Олтаржевским, но материал, из которого сделали сооружение, был недолговечным и в 1949-м фонтан пришлось демонтировать. Вторая версия была разработана в 1954 году архитектором Константином Топуридзе. В 1990-е годы фонтан был отключён из-за неудовлетворительного технического состояния. В 2017-м его отдали на реставрацию и уже через год запустили вновь.

Фонтан
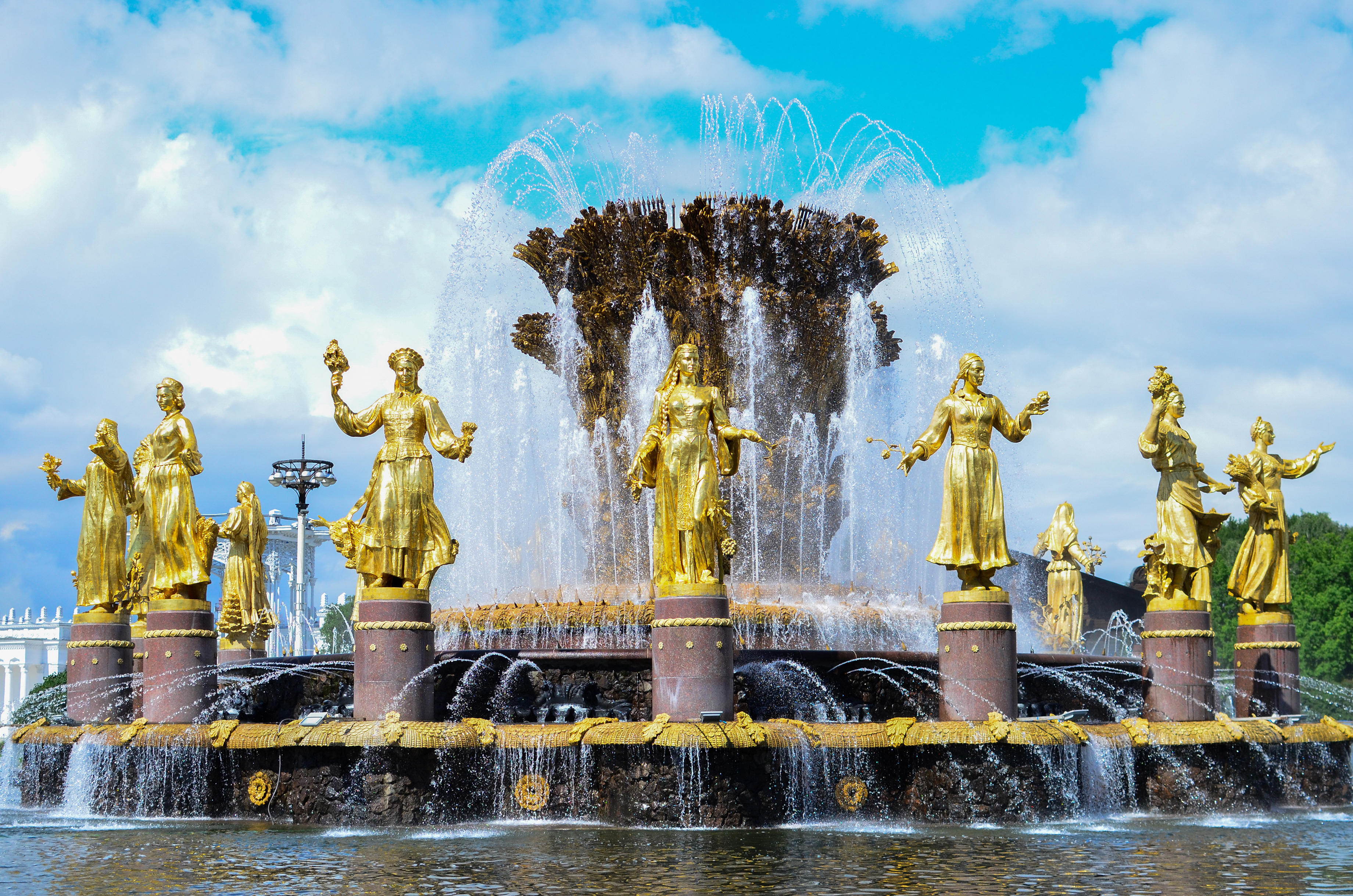
Фонтан «Дружбы народов», 2017 год
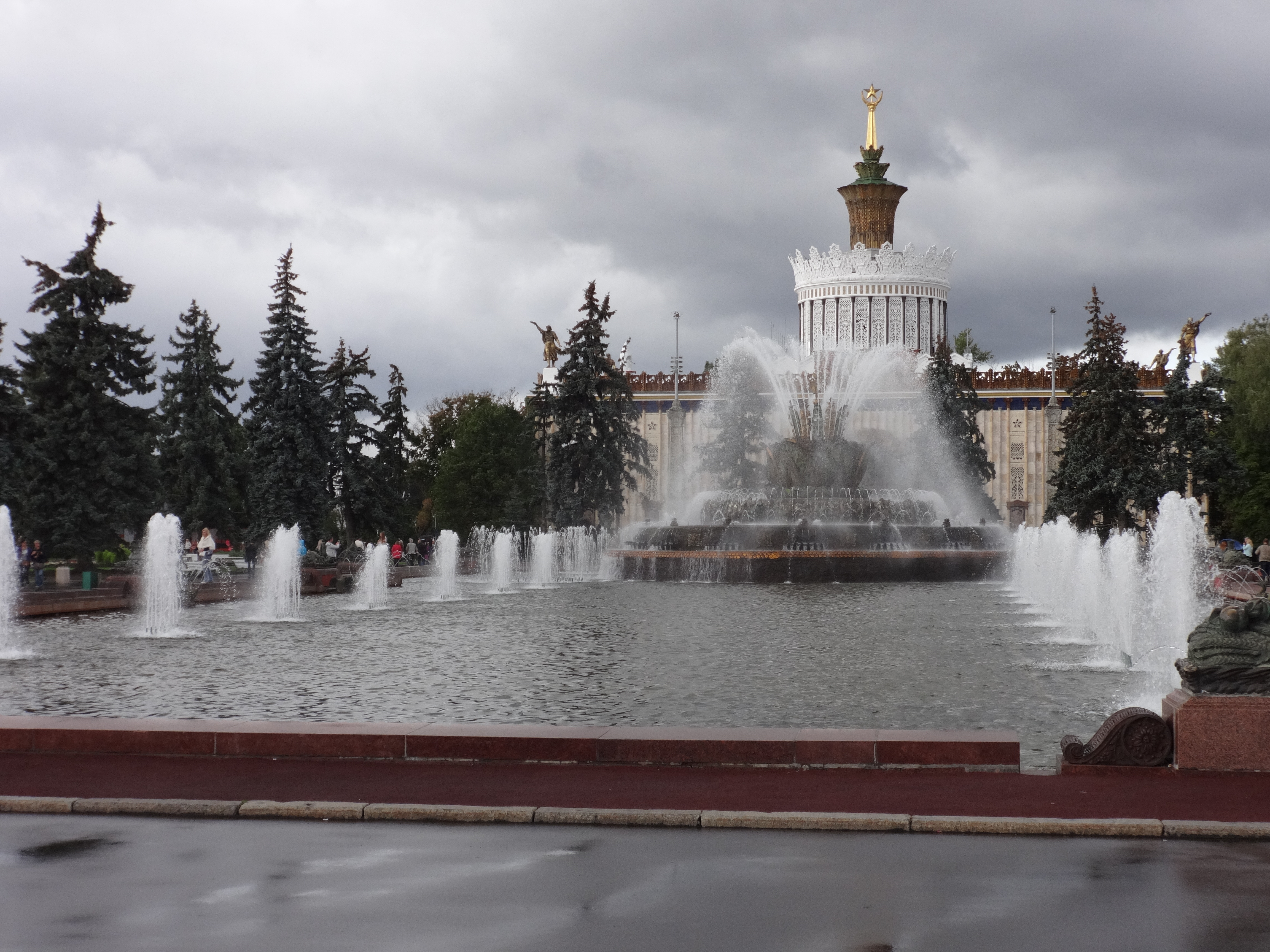
Фонтан «Каменный цветок», 2014 год
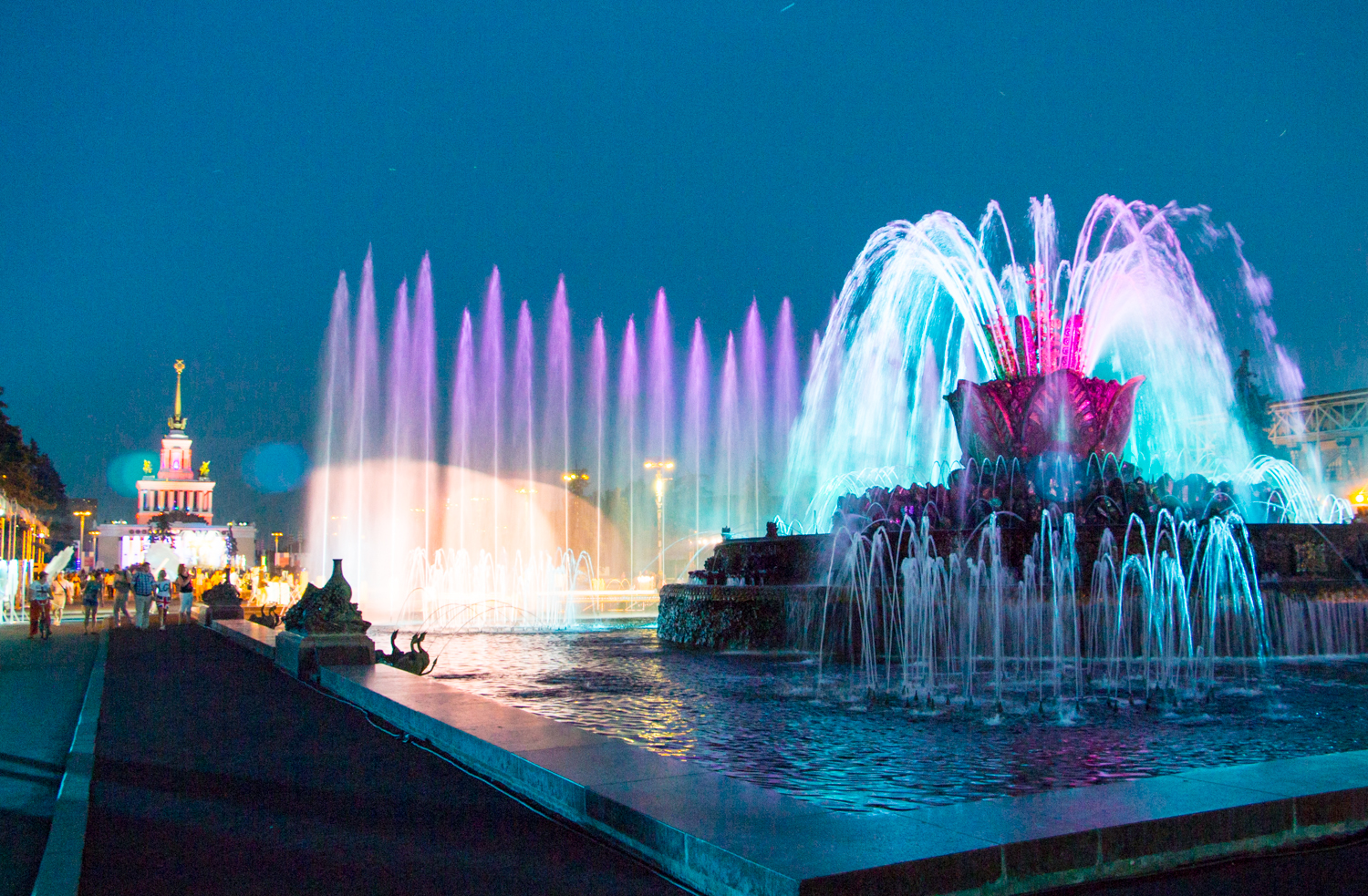
Фонтан «Каемнный цветок с подсветкой», 2014 год
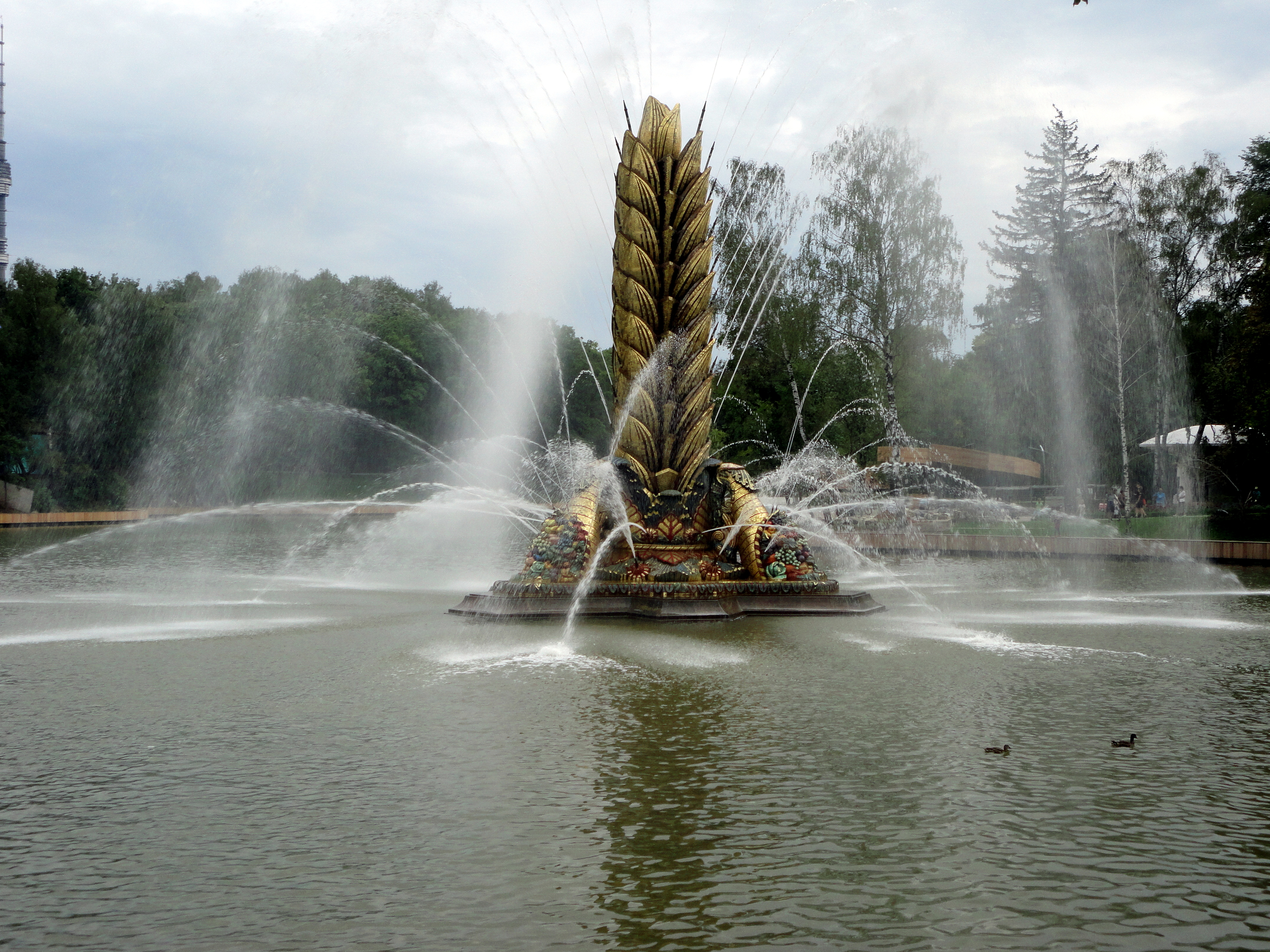
Фонтан «Золотой колос», 2018 год

## Фонтаны в интерьерах зданий

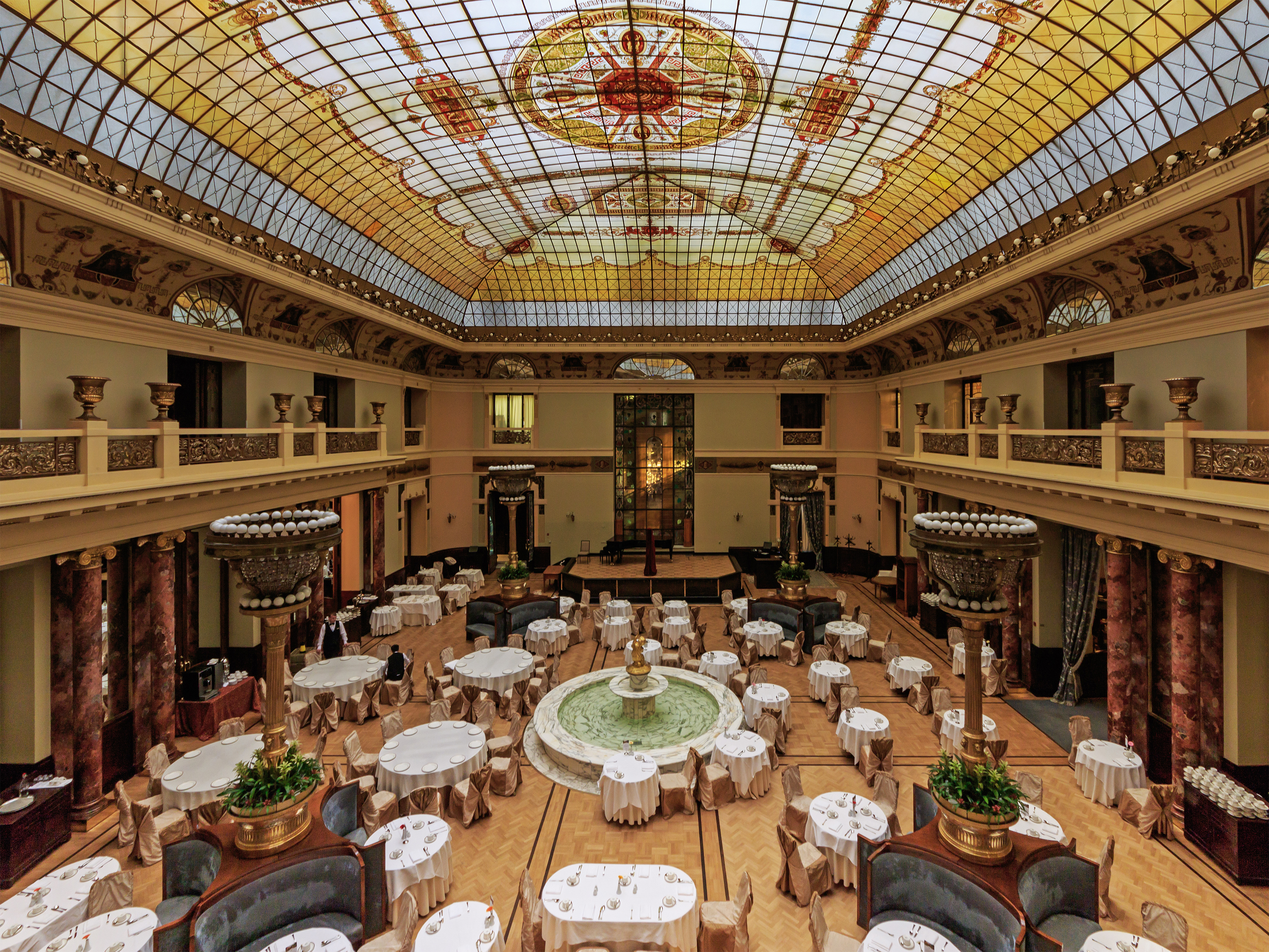
Фонтан в отеле «Метрополь», 2017 год

Изначально фонтаны в зданиях начали появляться в домах знатных граждан Франции, Италии и Испании. Со временем водные сооружения получили распространения и ими стали украшать общественные заведения: театры, рестораны и гостиницы. В XIX веке они стали популярны в торговых комплексах и в бизнес-центрах Москвы.
Построенные в советское время
- В гостинице «Метрополь» фонтан располагается в центре ресторана и представляет собой фигуру позолоченного мальчика с гусем в руках[86].
- В центре ГУМа действует с 2007 года и является главным ориентиром посетителей, в 2018-м из него сделали копию фонтана «Дружба народов» с помощью пищевых продуктов. После выставки конструкцию разобрали[87][88].
- В старом здании Центра международной торговли фонтан расположен около стеклянного лифта[2].

Построенные после распада СССР
- Фонтан в отеле «Золотое кольцо» на Смоленской площади.
- Фонтан-водопад в бизнес-центре «Галерея актёр».
- Фонтан с подсветкой, которая меняется от угла обзора, в торговом центре «Принц».
- Фонтан «Часы» в торговом центре «Европейский», который показывает время.

## Утраченные фонтаны
- Фонтан в Верхнем Александровском саду установлен архитектором Осипом Бове в 1825 году. Выполнен из серого песчаника в виде античного жертвенника. Фонтан выполнял водозаборную функцию и являлся самым удалённым от Мытищинского водопровода. Лишняя вода стекала в реку Неглинную. На 2018 год фонтан заброшен, сооружение напоминает вытяжку подземной вентиляции или пустой постамент[89][90][91].  Объект культурного наследия народов РФ федерального значения. Рег. № 771510303040016 (ЕГРОКН)
- Шереметьевский фонтан установили в 1831 году перед зданием Шереметевского странноприимного дома (в настоящее время — НИИ скорой помощи имени Склифосовского). Это был единственный московский фонтан, выполненный из чугуна. В сутки он доставлял 35 000 вёдер воды[3].
- Арбатский фонтан представлял собой водонапорный колодец. Внутри сооружения находился круглый чугунный резервуар для воды, в кирпичном основании — водоподъёмный аппарат. Фонтан доставлял 23 000 вёдер воды в сутки. Излишки её поступали в Александровский сиротский кадетский корпус[3].
- Варварский фонтан был установлен в районе современной Славянской площади и доставлял 22 с половиной тысячи вёдер воды в сутки. Фонтан имел круглое кирпичное основание, внутри которого находился водоподъёмный аппарат. На основании располагался чугунный круглый бассейн, в его середине стоял фигурный пьедестал с тремя изливающими воду рожками. Бассейн снаружи окружали два ряда чугунных ступеней. Излишняя вода поступала в Императорский воспитательный дом[3].
- Фонтан Победителей был воздвигнут на Лобном месте в 1945 году. Идея создания принадлежала Иосифу Сталину. Сооружение состояло из четырёх каскадов и вертикальных струй в основании, расположенных кольцом. Его украшали цветочные корзины и травяные венцы. В ночное время фонтан освещали лампы белого света. Высота сооружения составляла 26 метров. Фонтан разобрали после окончания праздника. В 2005 году планировалось восстановить фонтан ко Дню Победы, но идею не реализовали[92].